# Klasicistní architektura

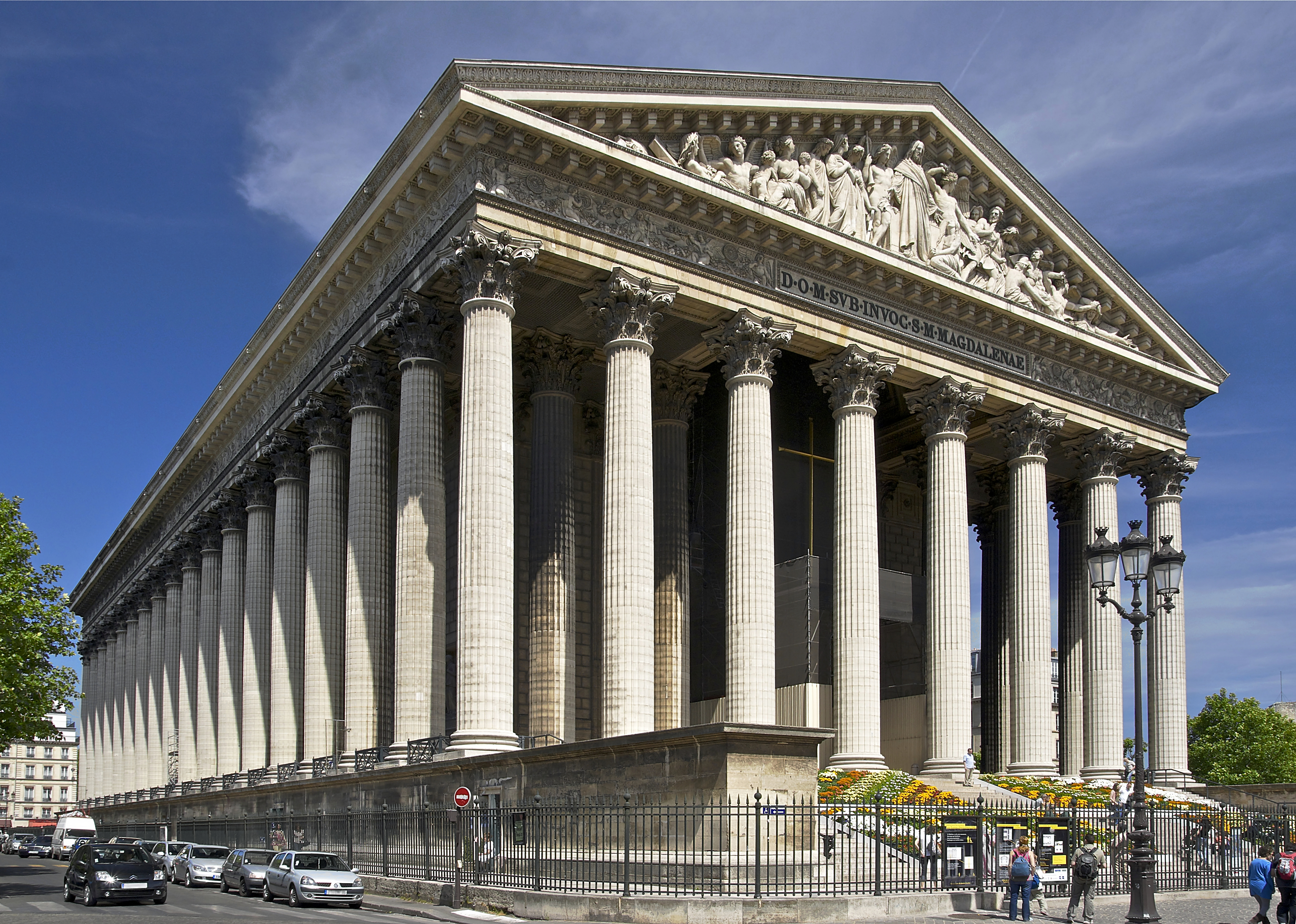
Kostel La Madeleine v Paříži

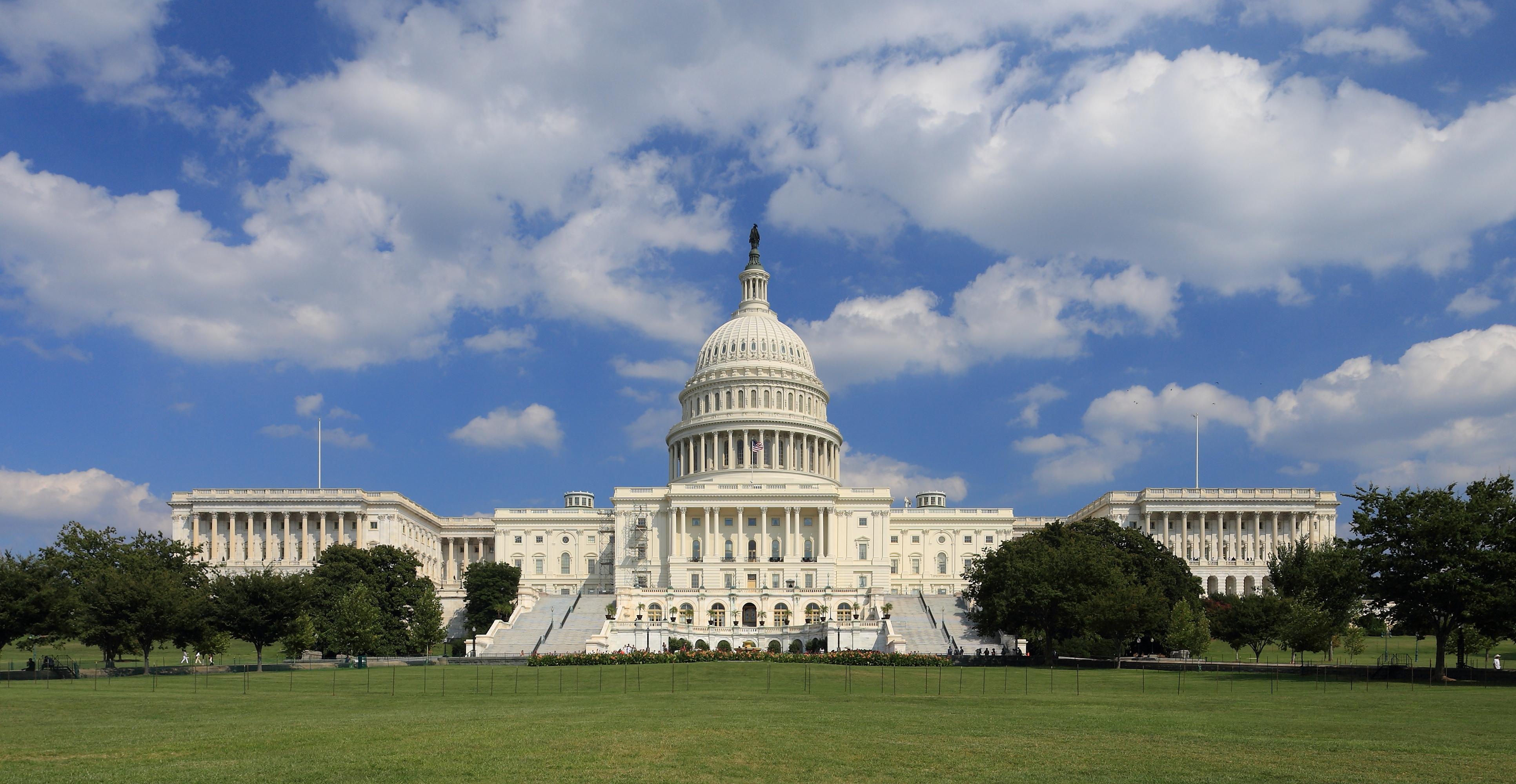
Západní průčelí Kapitolu ve Washingtonu

Vítězný oblouk, Paříž

Klasicistní architektura (též architektura klasicismu) je architektonický styl používaný zhruba mezi roky 1750 a 1850. V dějinách architektury se tento styl objevil po pozdním baroku a rokoku, vznikl v západní Evropě (především ve Francii a Anglii), ale později se rozšířil téměř po celém světě. V souladu s obecnější uměleckou tendencí klasicismu navázal na ideály a formu antické řecké a římské architektury; obdivoval racionalitu jejích postupů a převzal tradiční architektonické prvky při použití novověkých stavebních metod. Kladl důraz na symetrii, geometrii a pravidelnost, stavby mívají rovné linie, trojúhelníkové štíty a sloupy podobné antickým.
K předchůdcům tohoto stylu patřil zejména Andrea Palladio a jím inspirovaná palladiánská architektura, která se rozšířila v Anglii a později po celém světě. Pravý klasicismus začal po polovině 18. století. Později pronikl do všech západních zemí a jejich kolonií a ovlivnil architektonickou produkci zejména ve střední Evropě, Itálii, Rusku, Spojených státech a Latinské Americe.
Doba rozkvětu klasicismu koresponduje s průmyslovou revolucí. V tomto období také začíná odpoutání architektury od problémů stavební praxe. V klasicistní architektuře existovaly různé proudy v závislosti na období a tradicích různých zemí. Proto je obtížné stanovit přesnou periodizaci tohoto slohu. Lze ho zařadit do širšího proudu založeného na studiu klasické architektury (počínajícího architekturou 16. století), který zůstal v módě po celou dobu 19. století (verze klasicismu vytvořená ve Francii na přelomu 18. a 19. století se označuje jako empír, v období od druhé poloviny 19. století se pak obvykle hovoří o neoklasicismu) a zanechal stopy v novější architektuře (různé monumentalistické tendence 20. století i takzvaná nová klasická architektura 21. století).

## Vymezení
Odkazy na antiku se v západním stavitelství a vůbec v umění vyskytují přinejmenším od renesance až po současnost. Takto lze o klasicismu hovořit jako o obecné a trvalé stylové tendenci. V tomto článku pojednáváme v užším smyslu o stavebním slohu, který následoval po baroku a rokoku, vznikl kolem poloviny 18. století a v Evropě převládal (byť zdaleka nikoli výhradně) zejména v letech 1770–1830. Pro něj se v české a německé literatuře také vžilo označení klasicismus, zatímco většina jiných jazykových odborných komunit používá pro stejné období název neoklasicismus (anglicky neo-classicism). Jako neoklasické (či neorenesanční) se však v české a německé literatuře většinou označují klasicizující stavby postavené až zhruba po roce 1850, kdy již šlo o součást architektonického historismu, nikoli o samostatný sloh.
O klasicistní architektuře hovoříme proto, že spojení klasická architektura se v češtině používá pro obecné označení jakékoli architektury tradičních forem a postupů.

## Charakter staveb

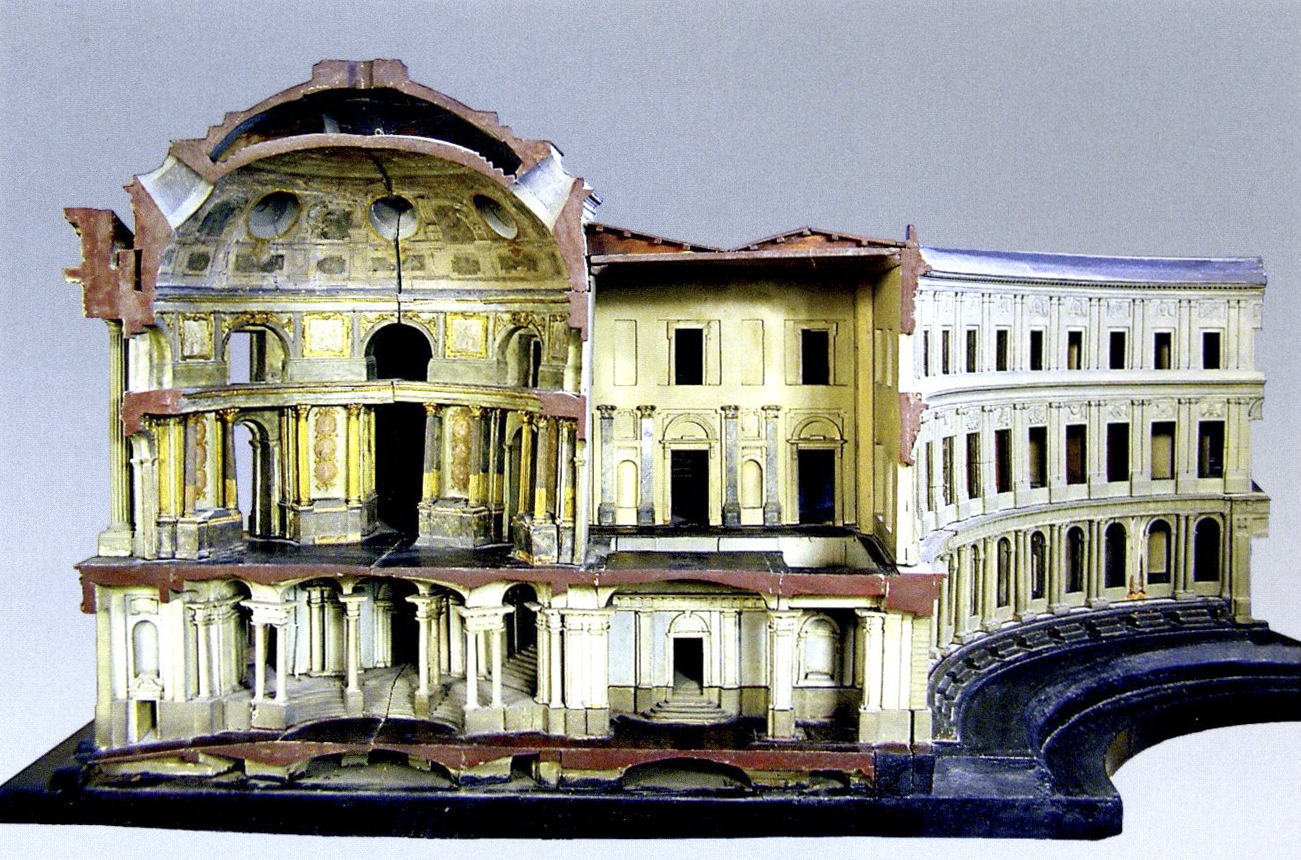
J.-B. Vallin de la Mothe a A. F. Kokorinov: Dřevěný projektový model Carské akademie umění v měřítku 1:38 (1766)

Statika klasicistních budov je obvykle založena na stěnovém systému, především v průčelích se objevují také sloupy a pilíře. Stavby se již začínaly inženýrsky propočítávat, protože v té době vznikala nauka o pružnosti a pevnosti (Claude-Louis Navier) i první stavební předpisy. Zdi jsou omítané a používá se štuk, sloupoví vychází z Vitruviem popsaných řádů (iónský, dórský a korintský) a může být doplněno klasicistními ornamenty. Stropy mohou být ploché nebo klenuté (klenby valené s výsečemi i pruské do pasů), u reprezentativních staveb se vyskytují centrální kupole. Krovy se používaly dřevěné a pro větší zatížení již i litinové; železo a litina v této době vstoupily do stavebnictví vedle tradičních materiálů, jako jsou kámen, dřevo a pálená hlína.
Okna staveb bývají obdélníková, případně ozdobená plochými šambránami. Jejich nadpraží je buď rovné, nebo (zejména v empíru) polokruhové s paprskovitým dělením. Portály mohou mít různé tvary překladů: rovné, segmentové, půlkruhové nebo ve tvaru stlačeného oblouku. Štíty bývají trojúhelníkové nebo ve tvaru eliptického stlačeného oblouku. Omítané fasády jsou symetrické a geometricky řešené a mohou být doplněny plochými štukovými dekoracemi, v jejich výzdobě se objevují medailony, rozety, festony a různé ornamenty.

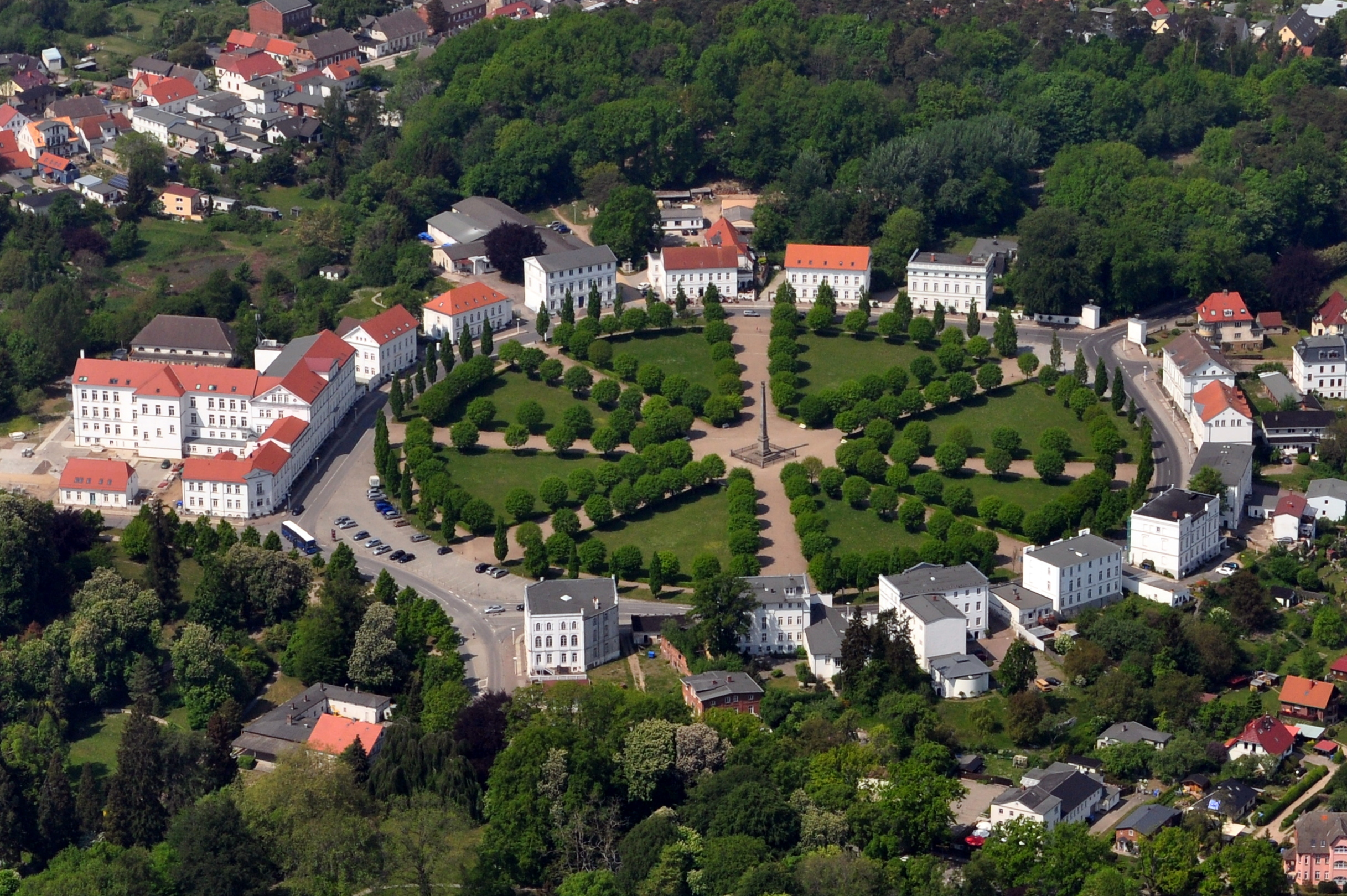
Putbus na Rujáně, lázeňské město z 1. poloviny 19. stol. na kruhovém půdoryse

Interiéry v době klasicismu využívaly rovněž motivy klasického původu a dávaly přednost pastelovým a tlumeným barvám. Móda se však během této doby několikrát změnila, a tak v interiéru rozlišujeme dvorní luiséz neboli styl Ludvíka XVI. do vypuknutí francouzské revoluce, měšťanštější styl éry direktoria zvaný directoire, monumentalizující napoleonský empír, ovlivněný i staroegyptským uměním díky Napoleonovu tažení do Egypta, styl francouzské restaurace (restauration) během obnoveného panství Bourbonů ve Francii a jemu časově odpovídající biedermeier na východ od Rýna.

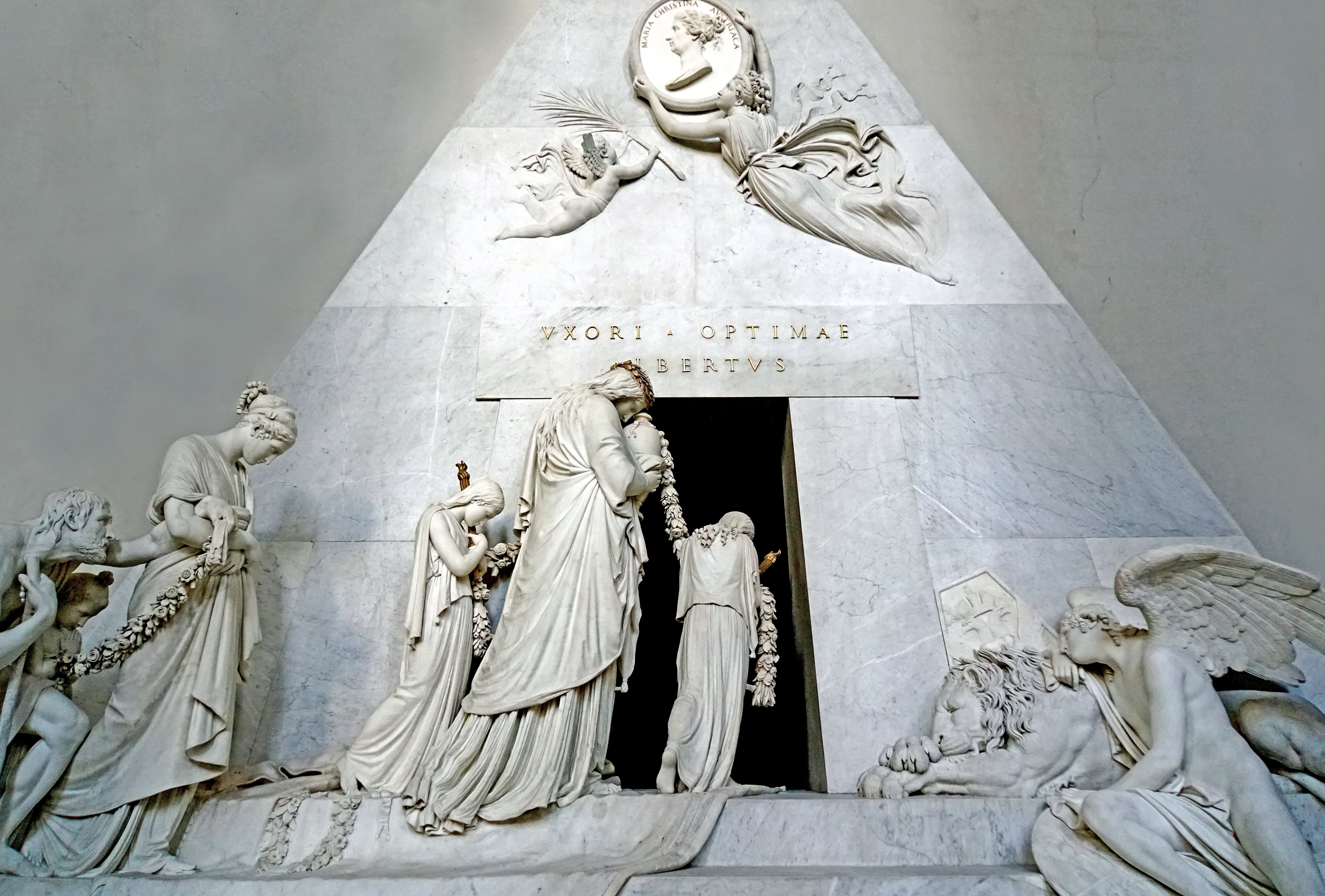
Antonio Canova: Kenotaf arcivévodkyně Marie Kristiny (Augustiniánský kostel ve Vídni, 1797–1805)

Sochařská výzdoba reprezentativních budov byla v době klasicismu stále hojná a řídila se rovněž antickými vzory: typické jsou dokonale dopracované a vyhlazené realistické sochy z bílého mramoru, jaké tvořili směrodatní sochaři té doby Antonio Canova a Bertel Thorvaldsen.
Urbanisté klasicismu využívali vedle pravoúhlé sítě ulic také rozmístění do kruhu nebo půlkruhu kolem velké centrální plochy, jako je tomu u města Putbus na Rujáně. Okolí reprezentativních staveb mohly vedle pravidelných a symetrických francouzských parků, zděděných z baroka, zdobit i volněji uspořádané anglické parky, které se v Anglii objevily již na počátku 18. století.
Opakem reprezentativních zdobných budov určených elitám a církvi je užitková architektura této doby, které osvícenský stát vtiskával prostý a jednotný výraz: kasárna, úřady, pevnosti a podobně, a také obytné domy řadových měšťanů. Pro tento úsporný „úřední“ či „kasárenský“ klasicismus, který ve Francii prosazovali již Jacques Gabriel a Ange-Jacques Gabriel, je typická blokovitost, nízké sokly a na jinak nezdobných fasádách se případně objevuje jen jednoduché vnější členění pomocí bosáží na nárožích.

## Vznik a vývoj

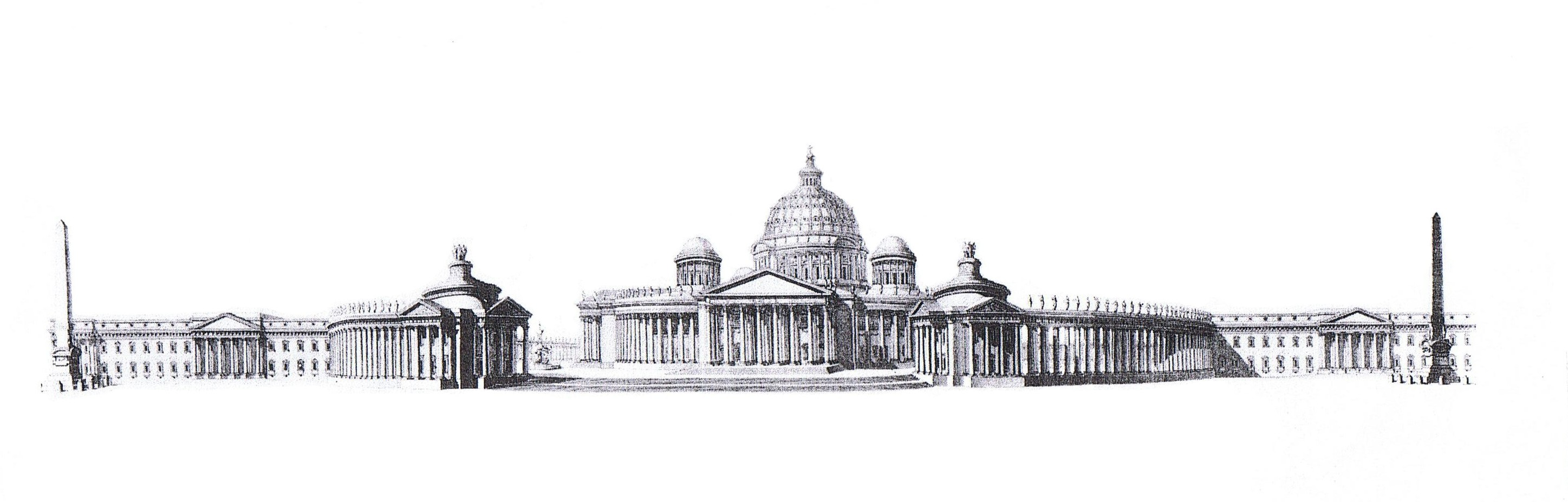
Marie-Joseph Peyre, soutěžní projekt katedrály, Accademia di San Luca, 1753

Klasicismus 18. století byl v podstatě reakcí na rokoko. Odhlédneme-li od starší palladiánské architektury a vůbec takzvaného barokního klasicismu, lze počátek klasicistního antibarokního racionalismu vysledovat k teoretickým pracím Françoise Blondela, Clauda a Charlese Perraultových ze 17. století a v 18. století u Colena Campbella.

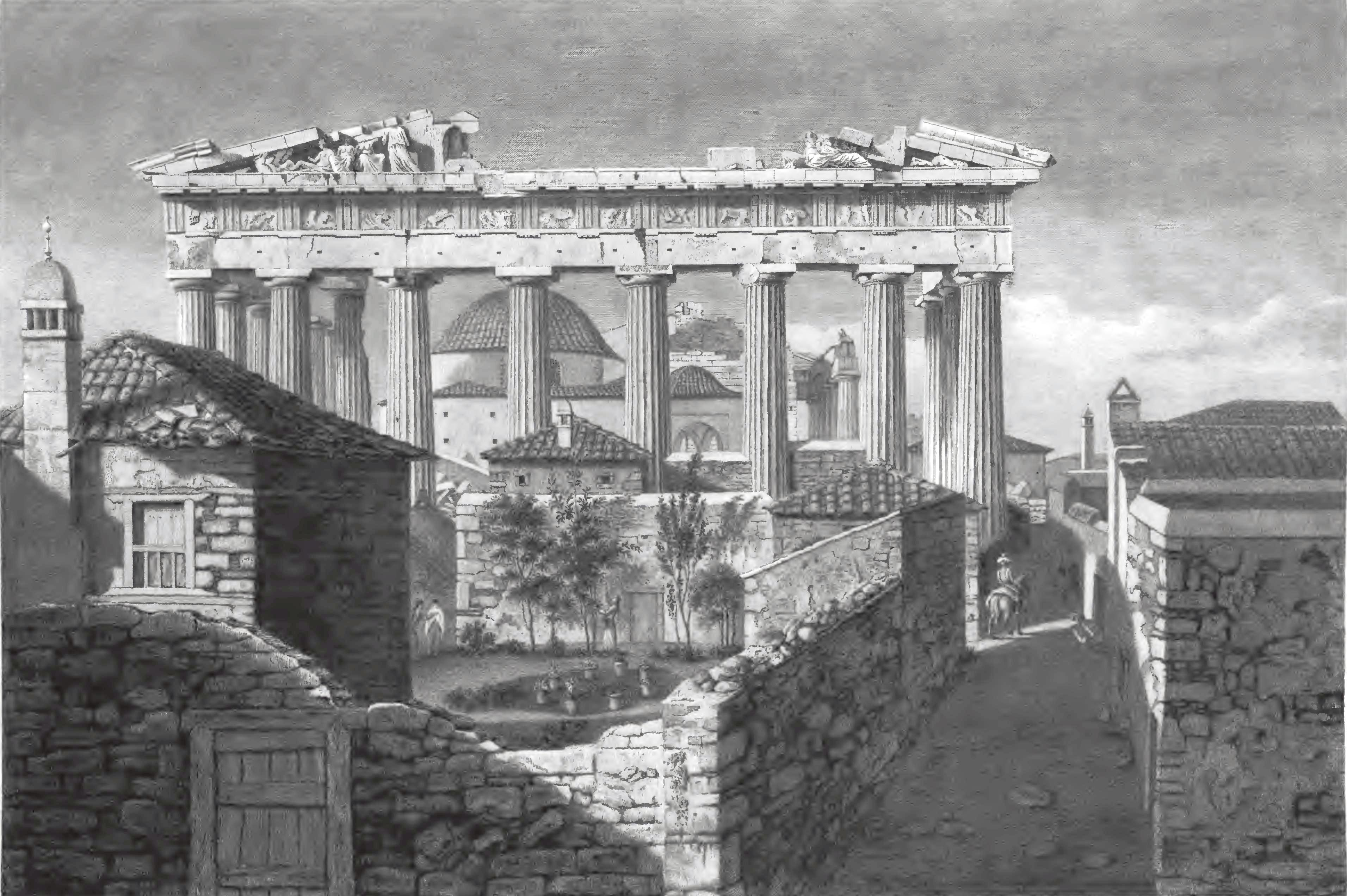
James Stuart, Parthenón (tisk)

K rozvoji klasicistní architektury přispěly zejména tři směry. Prvním byla architektonická kritika, obsažená ve spisech autorů jako byli Marc-Antoine Laugier, Carlo Lodoli, Francesco Milizia, Étienne-Louis Boullée, Claude-Nicolas Ledoux a další, kteří usilovali o vstup osvícenství do architektury, zdůrazňovali racionalismus a funkčnost architektury a hlásali nový estetický ideál založený na použití elementárních geometrických tvarů. Marc-Antoine Laugier ve svém díle Esej o architektuře (Essai sur l'architecture) tvrdí, že základním principem architektury je příroda; jeho ideální stavba stojí na volných sloupech, bez pilastrů, soklů a dalších prvků renesanční a porenesanční tradice. Dále ve svém pojednání vyložil racionální pojetí klasicismu a razil koncept „prosté chýše“ primitivního člověka jakožto pravého vyjádření lidské potřeby úkrytu.
Pokračovatelem Lodoliho byl Milizia, jehož zásady byly již klasicistické. Ten tvrdil, že architektura by neměla být jen libovolnou imitací přírody, ale imitací krásné přírody. Ne všechny teorie 18. století se však vyznačovaly takovou přísností. Giovanni Battista Piranesi byl ohnivým odpůrcem Lodoliho a Laugiera a hájil „bláznivou svobodu pracovat z vlastního rozmaru“. Významné, byť nepřímo, bylo dílo filozofa Jeana-Jacquese Rousseaua, který hlásal původní svobodu člověka nyní pohlceného v rigidní společnosti a nasměroval klasicistní architekturu k větší formální svobodě (eklekticismus).

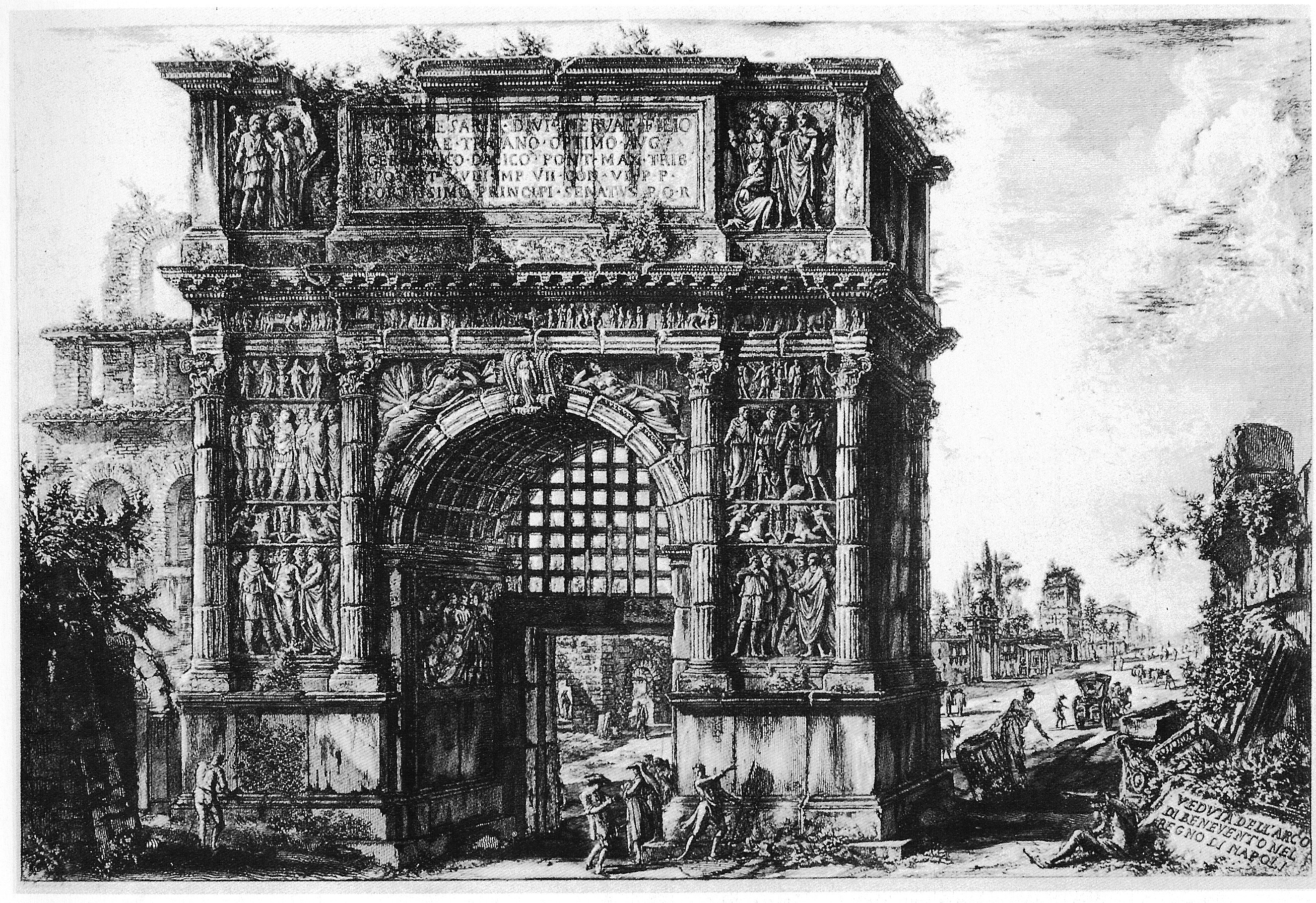
G. B. Piranesi, Trajanův oblouk v Beneventu

Druhým impulsem vzniku klasicistního slohu byl výzkum starověku a počátky archeologických vykopávek v Herculaneu a Pompejích (1719 a 1738). Významným podnětem byly práce jako Winckelmannovy Dějiny starověkého umění (Geschichte der Kunst des Altertums) z roku 1764, hlásající ideál „tiché prostoty a ušlechtilé vznešenosti“ na rozdíl od přepychu baroka a rokoka, považovaného některými dobovými kritiky za projev iracionality a falše. Důležité bylo také šíření publikací, které obsahovaly vyobrazení řeckých a římských památek. Mezi nimi měly velký vliv Památky Athén (Antiquities of Athens) Jamese Stuarta, jejichž postupné vydávání počínající rokem 1762 ovlivnilo formování nového architektonického stylu zejména na sever od Alp, a četné tisky Giovanniho Battisty Piranesiho zobrazující římské památky.
Vedoucí role při definování nového architektonického stylu se často přisuzuje Francouzům v italském prostředí. Podle historika Davida Watkina jazyk mezinárodního neoklasicismu vytvořili v Římě kolem roku 1740 pensionnaires (stipendisté) vyslaní Francouzskou akademií, kteří odmítli bujné ornamenty pozdně barokní architektury a navrhovali rozměrné veřejné budovy inspirované starověkým Římem. K této skupině patřili architekti Charles-Michel-Ange Challe, Charles-Louis Clérisseau, Charles de Wailly, Pierre-Martin Dumont, Jean-Laurent Legeay, Louis-Joseph Le Lorrain, Ennemond-Alexandre Petitot a Marie-Joseph Peyre.

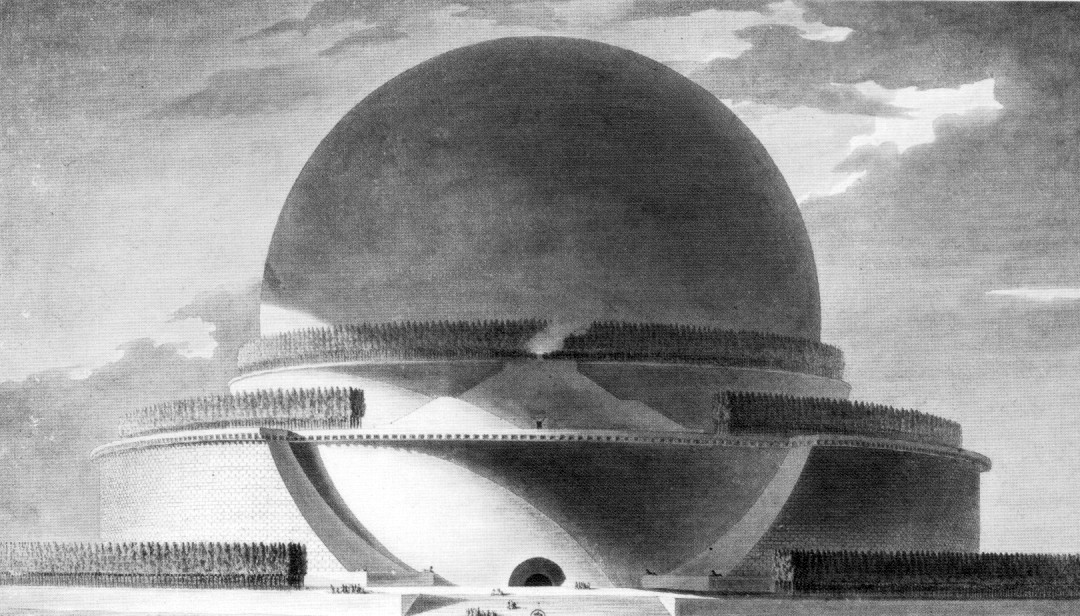
Étienne-Louis Boullée, frontální pohled na Newtonův kenotaf

Třetím podnětem sociálně-politické povahy jsou postoje nové buržoazní třídy, která do klasicistní architektury vnesla jak svého konzervativního ducha, tak republikánský ideál (francouzská revoluce roku 1789), racionalismus průmyslové revoluce (zhruba datované obdobím 1760 až 1830), a pak i nacionalistický a individualistický romantismus.
Z ideového hlediska lze v dějinách klasicismu identifikovat tři období: v prvním (1715–1740) se uplatňuje osvícenství; druhým je konsolidace (1740–1780), kde převládají filologické, archeologické a akademické aspekty; a konečně třetí období (1780–1805) odkazuje na revoluční architekturu Boulléeho a Ledouxe, jejichž díla (jako projekt Newtonova kenotafu nebo Královský solivar v Arc-et-Senans) dokonale zapadají do kulturního klimatu ovládaného osobnostmi kalibru Newtona, Voltaira, Diderota a Montesquieua a reprezentují neoklasicismus spojený s osvícenstvím a francouzskou revolucí.

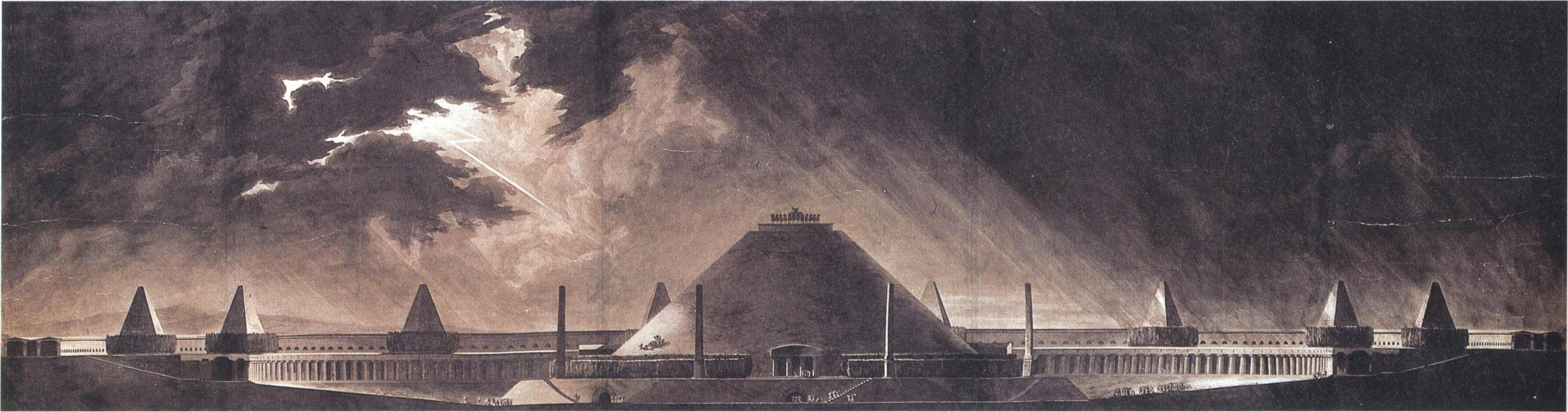
Pierre-François-Léonard Fontaine, náhrobní monument vládců velké říše, 1785

Pokud jde o styl, největší rozdíl mezi rokokem a následujícím klasicismem spočívá v silné převaze „lineárního“ nad „obrazovým“, chápané jako nadvláda rozumu nad citem: „čím spíše linie kopírovala jednoduchá tělesa, uspořádaná frontálně jako v ideálním basreliéfu, tím funkčnější se klasicistnímu umělci jevila“. Lineární charakter se stal projevem funkčnosti designu typické pro veškeré klasicistní umění. Zejména princip korespondence mezi formou a statickou funkcí vedl k pečlivému výpočtu napětí a nosností materiálů, který zhodnotil vědecký výzkum inženýrů na estetické úrovni.

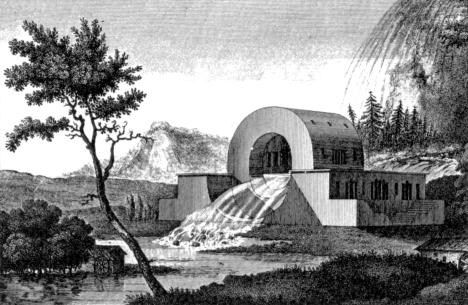
Claude Nicolas Ledoux: Dům říčního inspektora v Chaux (1804)

Charakteristickými prvky architektonické kompozice se stalo použití řádů, tympanonů, symetrie pohledů a půdorysů, korespondence mezi interiéry a exteriéry a použití jasných a dobře definovaných objemů tvořících části budov. Navzdory zjevné rigiditě kombinatorických pravidel se však klasicistní styl ukázal být celkem flexibilní v rozpětí od Boulléeho minimalismu po užitkovou členitost, která často charakterizovala interiéry. Ideály formální čistoty v době klasicismu vedly k značné nezávislosti architektury a ostatních složek (malby a sochařství). Přepychové malířské dekorace stropů, které dosáhly svého vrcholu v předchozí éře, však již upadly. Značné inovace nastaly zejména v urbanismu, v zásazích prosazovaných od 18. do 19. století hlavně v Anglii, Francii a Rusku, jež utvářely krajinu a urbanistické celky.
Nejsilnější vliv osvícenství na architekturu nenajdeme ani tak v oblasti forem, ale v typologii staveb; mnohem více se stavěla divadla, knihovny, nemocnice a další veřejné stavby.

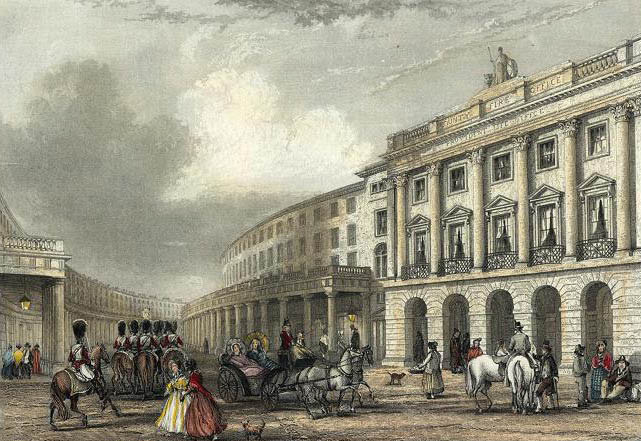
John Nash, návrh části Regent Street v Londýně

19. století zažilo nástup Napoleona Bonaparta, následující politickou restauraci a upevnění národních států; bylo to století hlubokých změn následkem průmyslové revoluce, která přetvořila uspořádání společnosti a vytvořila nové perspektivy rozvoje, zejména v Anglii. Formální aparát byl těmito změnami hluboce zasažen, takže na přísnost a vznešenost napoleonské architektury (empír datovaný zhruba roky 1805–1814) navázal tzv. restaurační klasicismus (1814–1840). Ve druhé polovině století se neoklasicismus stal stylem buržoazních států zbohatlých industrializací. V prvních desetiletích 20. století pak byl jádrem všech anachronických oficiálních architektur mnoha zemí, jako byly Spojené státy americké, fašistická Itálie, nacistické Německo a komunistický Sovětský svaz (architektura socialistického realismu), jež tak předstíraly historickou závažnost své ideologie.
Z hlediska kompozice se architektura 19. století stala přísnější, věnovala větší pozornost používání správných antických forem, zatímco dekorativní jazyk se stal bohatším a výraznějším; úsilí o efekt však vítězilo nad vyjádřením vznešeného intelektuálního ideálu. Klasicismus tedy v Evropě, ve Spojených státech i v koloniích roztroušených po různých kontinentech přežíval, ale četné budovy postavené tehdy v tomto stylu vykazují malou schopnost evoluce navzdory vysokým standardům kvality. Paradoxně pak základní principy klasicistní tradice (logika, stavební technika, racionální využití materiálů s ohledem na jejich funkci atd.) převzali ve vysloveně protiklasickém duchu architekti novogotiky.
Stálými prvky stylu, zděděnými částečně z předchozího století, byly: půdorysy dělené do bloků a složené z pravidelných obrazců; častá symetrie půdorysu i pohledu; preference horizontálního rozvoje budov. Materiály pláště budov byly kámen, bílá nebo barevná omítka a mramor, které často skrývaly kovové prvky zpevňující zdi.

## Francie

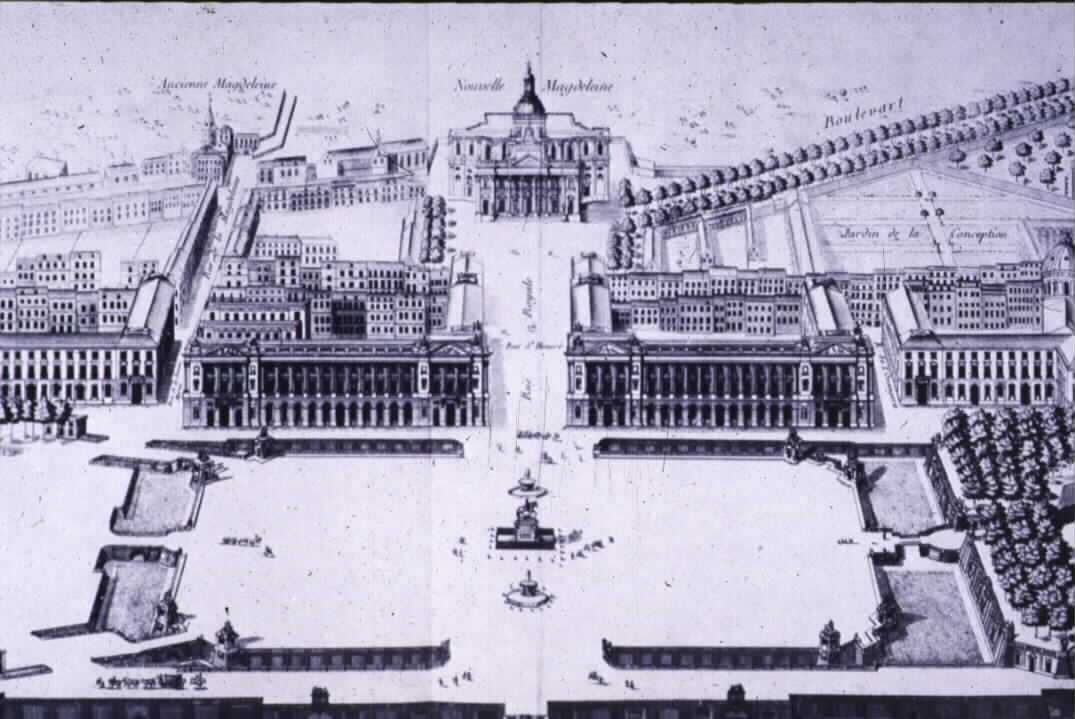
Ange-Jacques Gabriel, projekt náměstí Place de la Concorde v Paříži

Francouzská civilní architektura přijala klasicismus kolem poloviny 18. století, kdy vznikly čisté a střízlivé realizace jako náměstí Place de la Concorde v Paříži a Malý Trianon ve Versailles; autorem byl v obou případech Ange-Jacques Gabriel. Navazovala však přitom na klasicizující ráz francouzského baroka. Projekt Place de la Concorde, v té době Náměstí Ludvíka XV., pochází z roku 1753: původní návrhy definovaly prostor velmi odlišný od toho současného, pozměněného na základě plánů vypracovaných v napoleonské éře. Prostor náměstí měly podle původního návrhu vymezovat dvě budovy a řada balustrád. Budovy byly zjevně inspirovány fasádou Louvru podle návrhu Clauda Perraulta (1613–1688). Pro francouzskou architekturu byla Perraultova přestavba slavného královského paláce v Paříži příkladem absolutního mistrovství: jeho jasný a uspořádaný design, charakterizovaný centrálním štítem a řadou dvojitých sloupů vztyčených na masivní základně, měl významný vliv na definování nových estetických kánonů architektury. Brzy po slavném pařížském náměstí vznikl Malý Trianon, postavený v letech 1761 až 1768, kde jsou interiéry uspořádány podle funkce, a ne tolik podle estetických požadavků symetrie. Exteriér je velmi zjednodušený a bez přebytečných dekorací, ale je definován přísným řádem velkých prosklených oken.

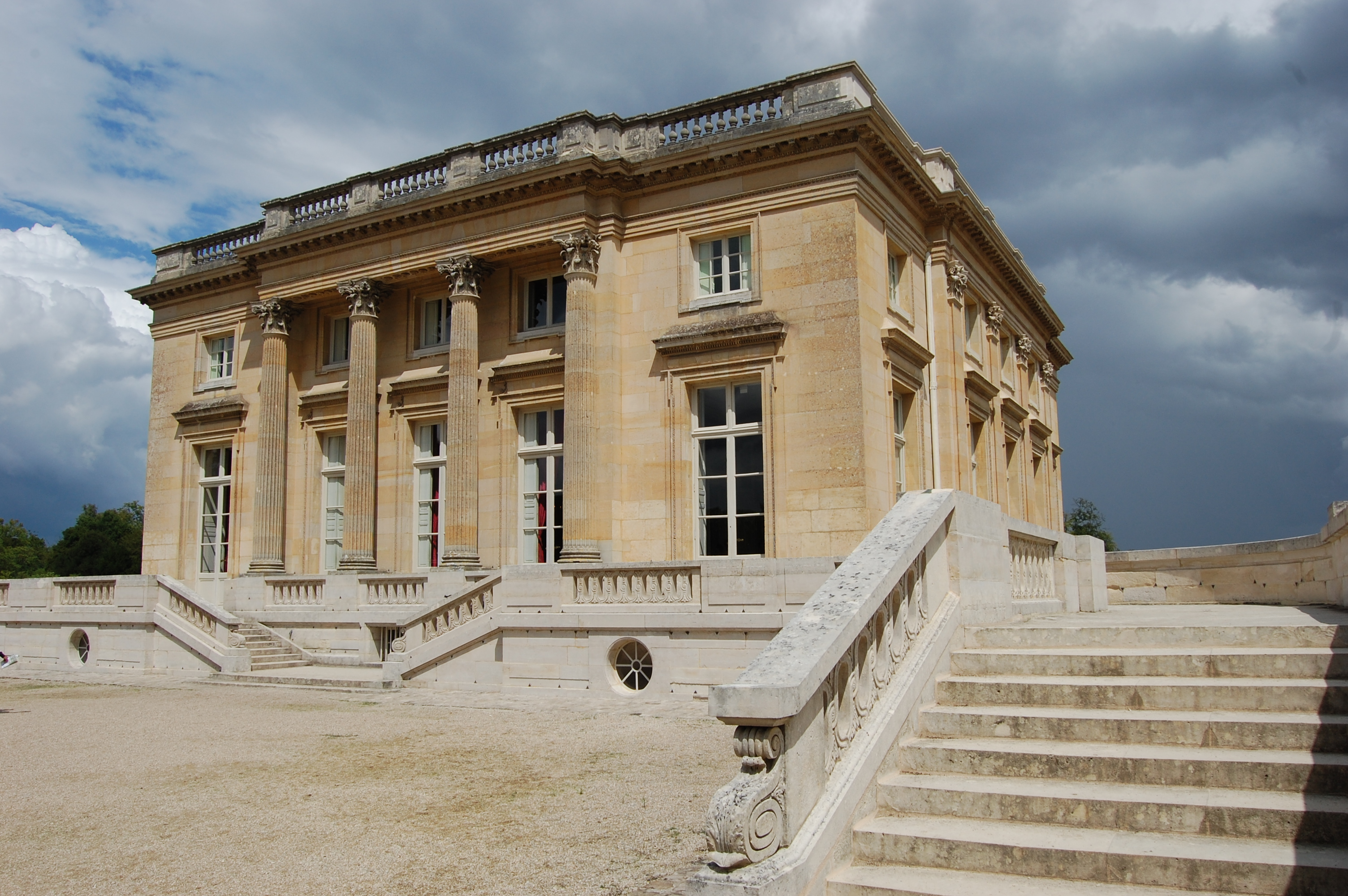
Ange-Jacques Gabriel, Malý Trianon, Versailles

Další generace se obrátila ke klasičtějšímu a přísnějšímu pojetí architektury. Marie-Joseph Peyre (1730–1785), o více než třicet let mladší než Gabriel, odešel do Itálie, kde zvítězil v soutěži pořádané akademií Accademia di San Luca na katedrálu a dva sousedící paláce. Po návratu do Francie navrhl pro paní Leprêtreovou de Neubourg vilu na předměstí Paříže, možná první skutečně klasicistní francouzskou stavbu. Vila byla umístěna na stylobatu a skládala se z kompaktních, nezdobených objemů, s málo členitým půdorysem: dispozice místností byla jednoduchá, nebyly zde žádné chodby a schodiště nebyla zvýrazněna, ale obklopena zdmi. V roce 1763 se Peyre věnoval stavbě domu pro prince z Condé, už ne tak strohé stavby, jejímž nejzajímavějším prvkem byla kolonáda obklopující vstupní nádvoří. Se svým přítelem Charlesem De Waillym pak navrhl divadlo Odéon v Paříži, postavené v letech 1779 až 1782, které však bylo několikrát přestavěno poté, co bylo zničeno dvěma požáry. Vzhled divadla je střízlivý a přísný, s exteriérem pokrytým bosáží a hlavní fasádou za portikem tvořeným dórskými sloupy.

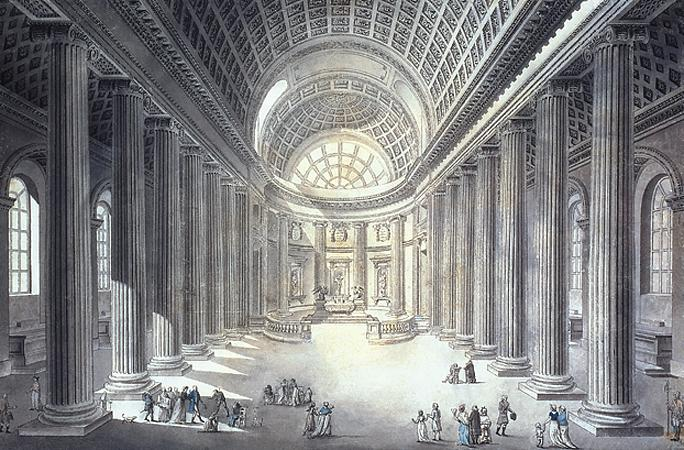
Jean Chalgrin, kostel Saint-Philippe-du-Roule, Paříž

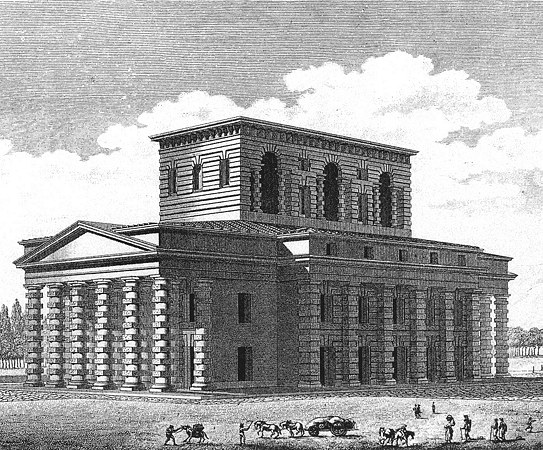
Claude-Nicolas Ledoux: návrh domu ředitele Královského solivaru v Arc-et-Senans

V tomto klimatu obnovy vyrostla po celé Francii četná divadla, dokonce i v menších městech, jako je Amiens a Besançon. V Bordeaux bylo v 70. letech 18. století postaveno nejkrásnější francouzské divadlo té doby, Grand Théâtre. Navrhl ho Victor Louis a jeho hmota má tvar kvádru s průčelím, před kterým stojí dvanáct velkých korintských sloupů.
K hlavním představitelům francouzské klasicistní architektury konce 18. století patřili Peyre, De Wailly, Louis a Jean Chalgrin. Stejně významní však byli umělci jako Jacques Gondouin, Étienne-Louis Boullée a Claude Nicolas Ledoux. Gondouin se dnes připomíná pro budovu École de Chirurgie v Paříži, postavenou v letech 1769–1775 (dnes v ní sídlí vedení Univerzity Paříž V). Tato univerzitní budova je paradigmatickým dílem své doby natolik, že Quatremère de Quincy napsal: „Toto je klasické dílo konce osmnáctého století“. Její půlkruhový sál, určený ke konání anatomického divadla (komentovaných pitev), obsahuje schodiště, holé zakřivené stěny a kazetovou polokupoli inspirovanou Pantheonem v Římě. Úspěch této zakázky, která ovlivnila i Američana Benjamina Latrobea, přinesl autorovi do vypuknutí revoluce mnoho dalších úkolů a jeho práce sloužila jako vzor pro další sály určené ke konání shromáždění.
Tuto zálibu v čistých objemech reprezentují především Étienne-Louis Boullée a Claude Nicolas Ledoux (k nimž by mohl být řazen ještě vizionářský grafik Jean-Jacques Lequeu); ačkoli mnoho jejich projektů zůstalo jen na papíře nebo v případě Ledouxe bylo zničeno, toužili po vytvoření „mluvící“, tedy symbolické architektury, schopné vyjádřit svou funkci vhodným použitím tvarů. Boullée stavěl velmi málo, ale měl značný vliv. Jeho nejznámějším projektem, který je součástí takzvané revoluční architektury, je návrh Newtonova kenotafu, obrovské koule, v níž měly být uloženy ostatky slavného vědce: vše má kolosální rozměry a je řešeno s expresivní abstraktní elementaritou. V napoleonské éře našla Boulléova koncepce věrného následovníka, jímž byl Jean-Nicolas-Louis Durand, učitel na École polytechnique a předchůdce teorií funkcionalismu, hlasatel úzkého vztahu, který musí existovat mezi architekturou budovy a její funkcí.

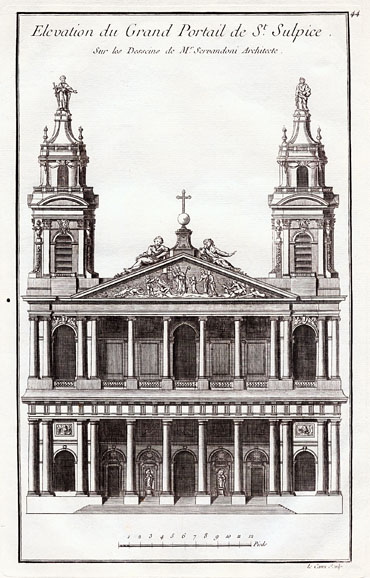
Giovanni Niccolò Servandoni, návrh fasády kostela sv. Sulpicia v Paříži

Na Boulléeho teoretické studie navázal také Claude-Nicolas Ledoux, jehož dílo, rovněž ovlivněné Piranesim, se taktéž vyznačuje krajní geometrickou jednoduchostí. Postavil četné radnice a v roce 1775 Královský solivar v Arc-et-Senans: komplex na půlkruhovém půdoryse, vítající své návštěvníky dórským portálem, za kterým se ukrývá průjezd v podobě jednoduché jeskyně. Solivar, vybudovaný jen zčásti, se vyjadřuje silně symbolickým jazykem, typickým pro Ledouxovu architekturu, a měl být rozvinut do vyzrálejšího projektu ideálního města Chaux s utopickými konotacemi. Toto vizionářské a v podstatě alegorické dílo obsahuje stavby, které jsou bezprecedentní jak svou funkcí, tak jedinečností formy. Není náhodou, že například jedno ze svých nejoriginálnějších řešení, totiž Dům říčního inspektora, si představoval jako dutý válec, jímž řeka přímo protéká. Před revolucí se Ledoux zabýval také celní hranicí Paříže a nabídl široký repertoár řešení celnic, z nichž některé se zachovaly; mezi nimi Rotonde de la Villette, tvořená budovou na půdorysu řeckého kříže, z níž vyrůstá válec.

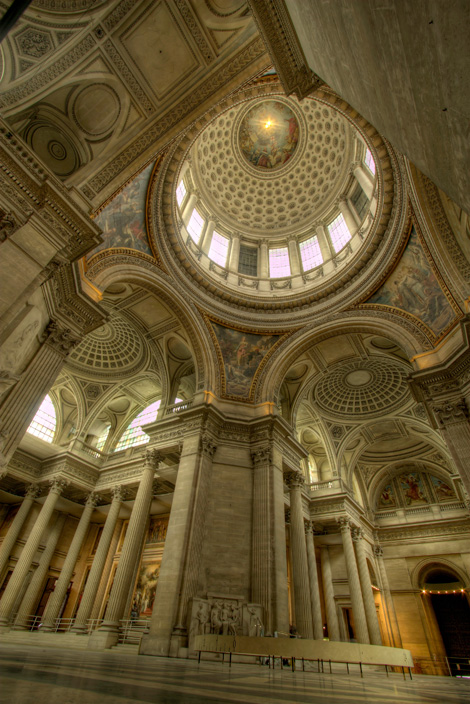
Jacques-Germain Soufflot, interiér Pantheonu v Paříži

Ve stylu francouzského klasicismu 18. století vznikaly i sakrální stavby. Jedním z prvních projevů reakce na rokoko je fasáda kostela sv. Sulpicia, vytvořená Florenťanem Giovannim Niccolò Servandonim a v průběhu času několikrát pozměněná. Nejvýznamnějším příkladem z oblasti sakrální architektury však je Pantheon v Paříži, původně budovaný jako kostel sv. Jenovéfy, a později přeměněný na národní mauzoleum. Na budově, kterou navrhl Jacques-Germain Soufflot a jež byla postavena v letech 1757 až 1791, je pozoruhodná kupole inspirovaná londýnskou katedrálou sv. Pavla a odvážná vnitřní struktura, která svou lehkostí připomíná dávné gotické katedrály. Během stavby kostela sv. Jenovéfy Soufflot a jeho spolupracovníci skutečně prohledali celou Francii, aby našli nejvhodnější kámen, a zřídili laboratoř pro analýzu jeho odolnosti a pružnosti. Cílem byla stále rafinovanější konstrukce, aby se omezily nosné prvky podle příkladu francouzských středověkých kostelů, ale také kaple Svatého plátna v Turíně a kostela Santa Maria della Salute v Benátkách.
Další pařížský kostel, Saint-Philippe-du-Roule (1772–1784), je pozoruhodný svou hlavní lodí krytou valenou klenbou zdobenou kazetami a posazenou na kladí podepřené řadou iónských sloupů. Autorem návrhu je již zmíněný Jean Chalgrin, ale stavba byla v polovině následujícího století pozměněna proražením oken pod klenbou a přístavbou dvou kaplí. Navzdory tomu mělo uspořádání tohoto kostela určitý vliv na pozdější klasicistní architekturu.
Mezi klasicistními stavbami 19. století zaujímá přední místo kostel sv. Magdaleny (La Madeleine), postavený na počátku 19. století v pařížském ohnisku nového napoleonského impéria (proto se hovoří o empírovém slohu). Původně to měl být kostel s bazilikálním půdorysem, v roce 1806 však z něj Napoleon chtěl udělat Chrám slávy a radikálně upravil původní projekt, aby se podobal kolosálnímu římskému chrámu. Jestliže zvenčí je tento vztah zcela evidentní, uvnitř se architekt omezil na členění prostoru řadou žebrových kleneb, volně inspirovaných modularitou architektury římských lázní.

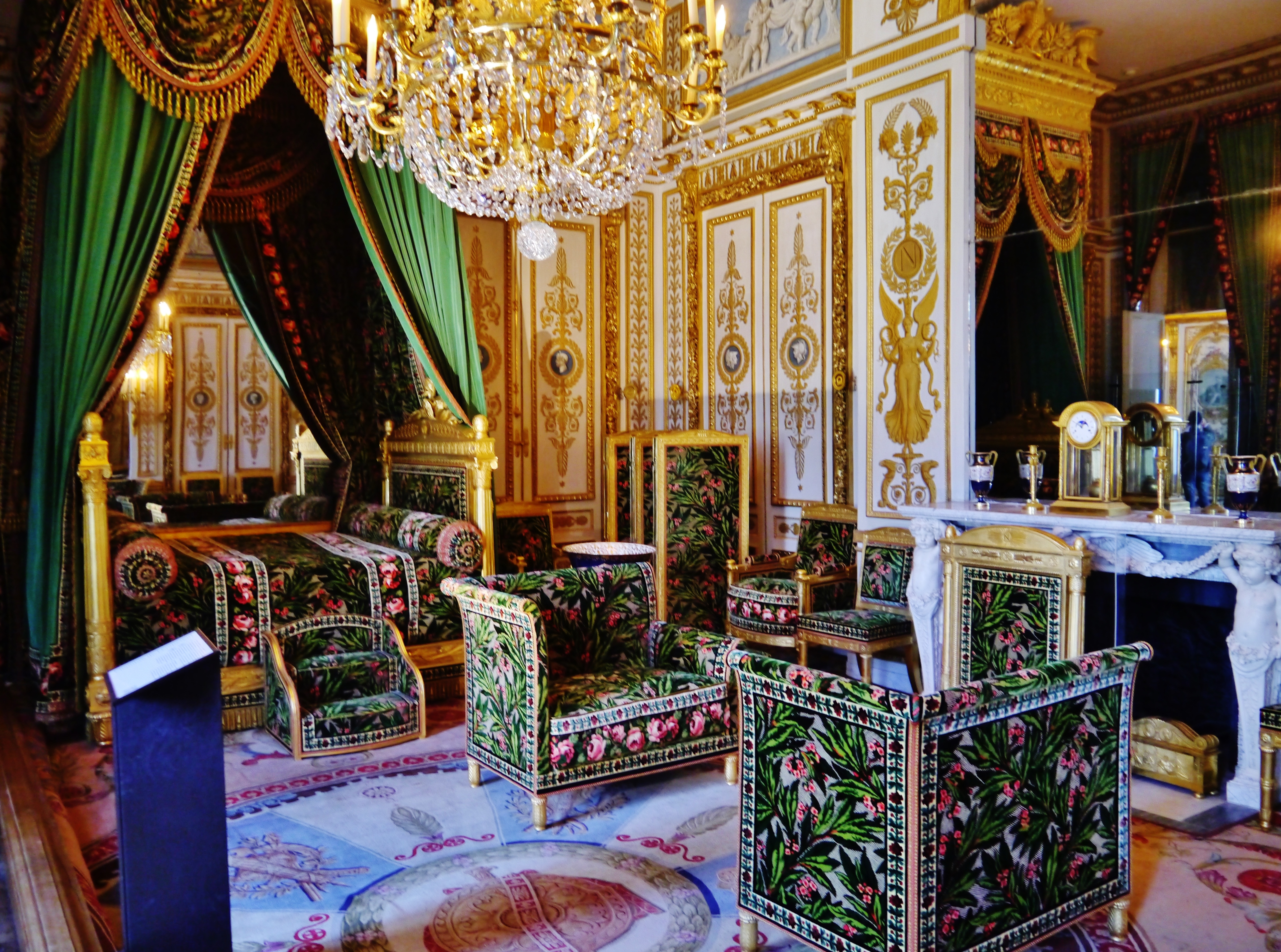
Napoleonova ložnice, zámek Fontainebleau

Vzestup Napoleona přinesl výstavbu dalších působivých veřejných děl, která měla změnit tvář Paříže. V 1806 byla zahájena stavba Vítězného oblouku, navrženého Jeanem Chalgrinem; ve stejné době François-Joseph Bélanger zakryl nádvoří Halle aux Blés litinovou kupolí; Alexandre-Théodore Brongniart navrhl sídlo pařížské burzy a mezi lety 1806 a 1810 byl postaven Vendômský sloup. Dále stojí za zmínku hlavní klasicistní urbanistický zásah v Paříži na počátku 19. století. Jedná se o rekonstrukci třídy Rue de Rivoli, kterou zahájili v roce 1801 Charles Percier a Pierre-François-Léonard Fontaine. Oba architekti vytvořili velmi dlouhou rovnou linii ulice, kterou sjednotila shodná výška budov vybavených podloubím; dílo bylo dokončeno až za Napoleona III., ale původní návrh byl upraven přidáním velkých mansardových střech.
Pádem napoleonské říše zůstali francouzští architekti bez pevného vedení. Nové trendy byly proto identifikovány uměleckou akademií Académie des beaux-arts a organizací Conseil Génèral des Bàtiments Civils. Vůdčí postavou této fáze byl Antoine Chrysostome Quatremère de Quincy (1755–1849), tajemník akademie po třiadvacet let a oddaný zastánce klasického umění. Meze jeho vkusu, dané přílišnou rigiditou jeho doktrinálních ideálů, se projevují na mnoha budovách postavených tehdy ve Francii, jako je Justiční palác v Lyonu, započatý v roce 1835 Louisem-Pierrem Baltardem a vyznačující se přísným průčelím z dvaceti čtyř sloupů korintského řádu.
Jisté inovace přineslo dílo Jakoba Ignaze Hittorffa, zastánce teorie, podle níž byla řecká architektura bohatě polychromovaná. Jeho hlavní díla, všechna v Paříži, jsou kostel sv. Vincence z Pauly, přestavba náměstí Place de la Concorde a nádraží Gare de Paris-Nord. V kostele sv. Vincence, jehož stavbu převzal kolem roku 1830, předvedl, jak lze obměňovat klasickou architekturu, aniž by se odchýlila od antických vzorů. Kostel zvenčí zdobí iónský portikus se štítem a dvěma čtvercovými věžemi, zatímco interiér, rozdělený na lodě dvěma řadami sloupů, je polychromovaný a bohatě zdobený. Svou členitostí připomíná spíše raně křesťanskou architekturu než klasicismus: sloupy jsou meruňkové barvy, horní část je vyzdobena freskami a trámy stropu jsou červené a modré se zlacením a připomínají trámoví katedrály v sicilském Monreale. O několik let později se řídil přestavbu náměstí Place de la Concorde, kam postavil sochy a doplnil podstavcem pro obelisk a dvěma litinovými fontánami. V roce 1859 navrhl nádraží Gare de Paris-Nord, svůj největší úspěch, na jehož fasádě se nalézají klasické motivy, ale v neúměrném měřítku.

## Velká Británie

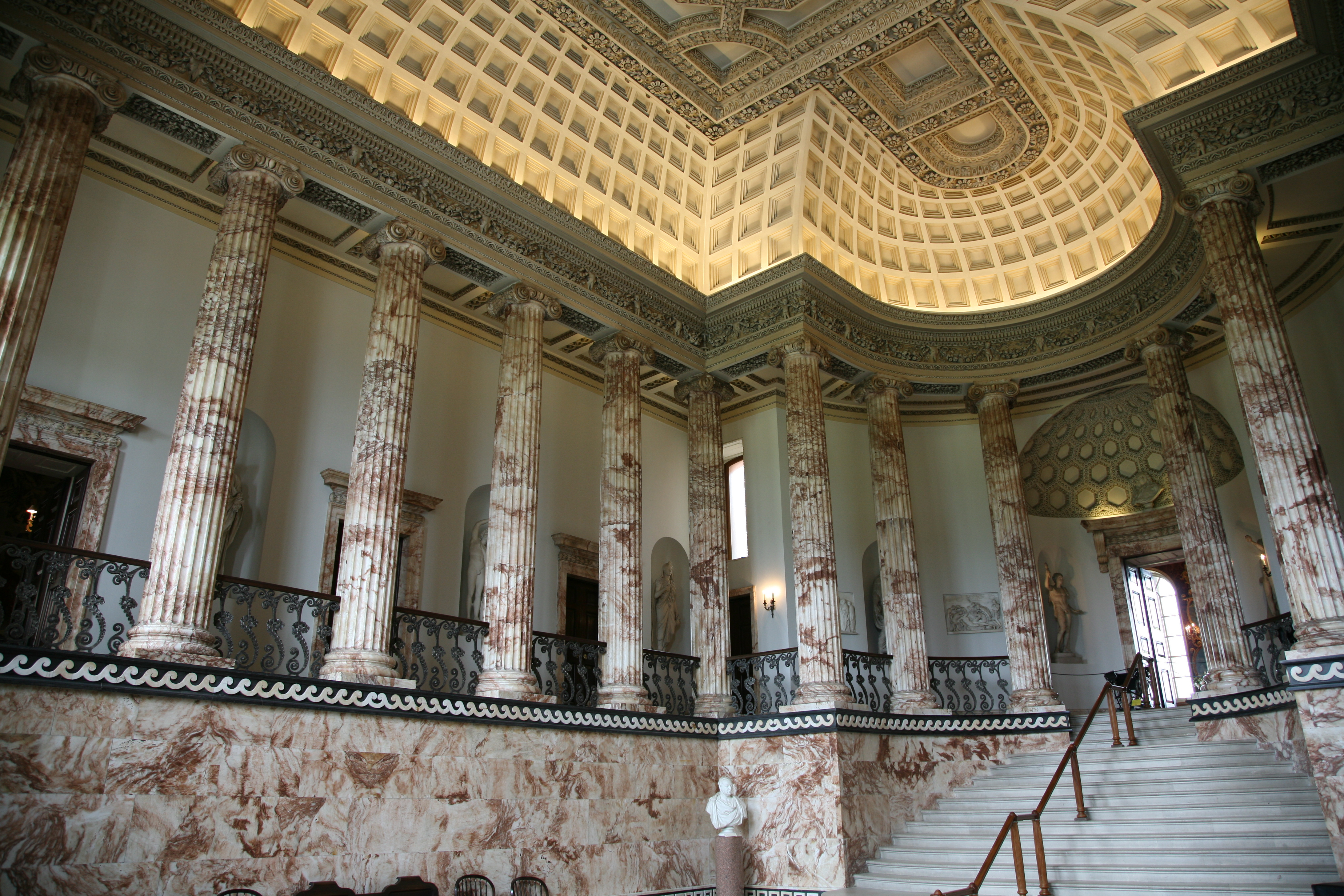
Vstupní hala domu Holkham Hall, Norfolk

Anglie se na počátku 17. století seznámila s klasicky formovanou renesanční architekturou Andrey Palladia díky popularizační práci Iniga Jonese. Od té doby palladianismus dominoval anglické architektuře, dokud jej Robert Adam (1728–1792) nepřetvořil směrem k vyšší eleganci. Adamovy práce oscilují mezi pitoreskním neoklasicismem a klasicizující novogotikou. Z hlediska periodizace, používané pro britskou architekturu, se britský klasicismus řadí do širšího časového rámce georgiánské architektury.
V průběhu 18. století v Británii vznikly četné rezidence v „italském stylu“ (italianate), jako je Holkham Hall, navržená Williamem Kentem, a Chiswick House, navržená lordem Burlingtonem. Vstupní halu Holkham Hall (asi 1734), „jeden z nejpozoruhodnějších interiérů 18. století“, navrhli oba tito architekti společně. K základnímu modelu, odvozenému z nerealizovaného Palladiova projektu, přidali apsidu inspirovanou benátskými kostely téhož italského architekta; několik detailů, jako je kazetování, bylo inspirováno archeologickými rekonstrukcemi publikovanými v řadě Edifices antiques de Rome. Výsledný efekt je rozhodně klasický, i když sál nezapře dramatický koncept barokní inspirace.
První anglický klasicistní interiér však najdeme v sále, který James Stuart v roce 1758 provedl ve Spencer House v Londýně. Stuart během své kariéry postavil jen velmi málo budov, ale proslavil se tím, že znovu objevil řecký vkus: jeho chrám v parku Hagley Hall je nejstarším příkladem dórské novořecké (greek revival) architektury v celé Evropě.

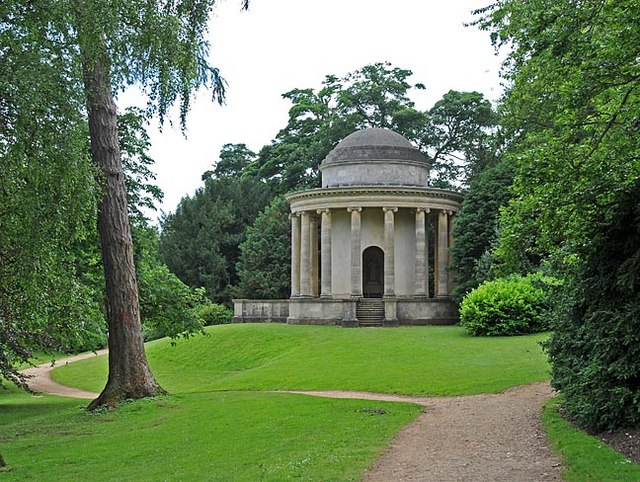
William Kent, Chrám antické ctnosti, Buckinghamshire

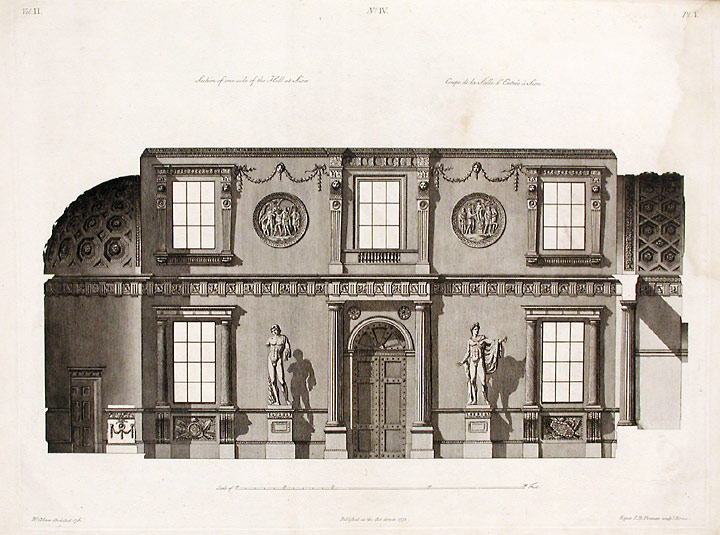
Robert Adam, návrh předsálí Syon House

V oblasti urbanismu se klasicistní vlivy prosadily v lázeňském městě Bath. Od první poloviny 18. století zde John Wood starší prováděl řadu zásahů inspirovaných vzory z minulosti (jako bylo Forum Romanum v Římě), a jeho dílo poté dokončil jeho syn John Wood mladší vytvořením komplexu Royal Crescent, zakřiveného bloku charakterizovaného stálou výškou definovanou vysokým řádem sloupů. Proměny Bathu pak ovlivnily četné urbanistické zásahy v Anglii a ve Spojených státech.
Když se po roce 1740 prosadil pitoreskní výtvarný ideál, rozmohla se v architektuře vášeň pro ruiny. Mnoho architektů začalo navrhovat své budovy v podobě ruin, jako by se takto rozpadly působením času. První zcela klasicistní projekt Anglie zapadá do tohoto proudu. Jde o nerealizovaný návrh mauzolea prince z Walesu (1751) od Williama Chamberse; slohový ráz tohoto projektu je však překryt romantickým pojetím stavby, navržené v podobě zříceniny.
Pitoresknost pocházela spíše z umění zahradnického než z architektury; anglický park se inspiroval italskými renesančními zahradami, chválenými Alexandrem Popem a Williamem Kentem. První významnou anglickou zahradu vytvořil právě Alexander Pope v Twickenhamu. Byla založena roku 1719 a vyznačuje se oblastí divočiny, jeskyní a chrámem ve tvaru mušle. Později v zahradě Elysian Field v Buckinghamshire William Kent navrhl kruhový chrám Antické ctnosti (1734), inspirovaný Palladiovým návrhem Vestina chrámu v Tivoli. Kent sám navrhl zahradu Rousham v Oxfordshire, podobnou té předchozí, ale zároveň pestřejší a sjednocenější. Obě Kentovy práce představují vzor parku Stourhead vytvořeného mezi lety 1740 a 1760 ve Wiltshire. Ten propojuje vlivy architektury, archeologie, poezie, zahradnictví, topografie a esoteriky a byl vybudován nedaleko od Salisbury a Glastonbury, v jezerním údolí s bujnou vegetací; byly zde umístěny četné chrámy klasického stylu, jako Pantheon Claudia a Virgilia, dokončený v roce 1754 a vyzdobený uvnitř sochami zobrazujícími Herkula, Floru a Livii Augustu v převleku za Ceres, která pochází z archeologických vykopávek v Herculaneu.

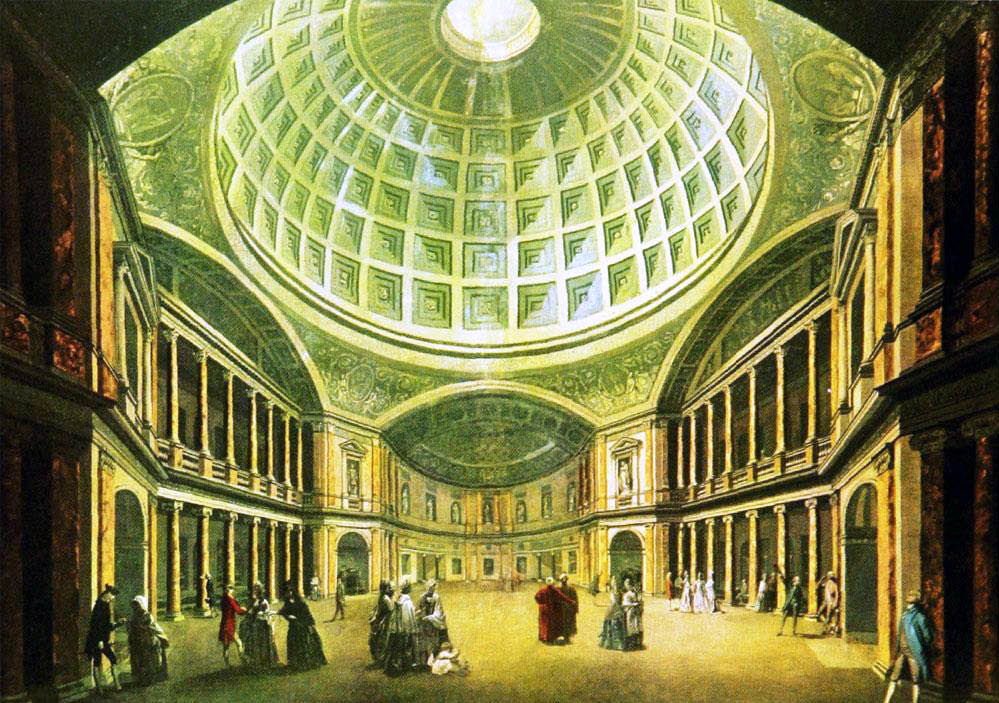
James Wyatt, Pantheon v Oxford Street v Londýně (zničen)

Robert Adam dosáhl syntézy mezi anglickou tradicí a evropským vkusem. Narodil se ve Skotsku v roce 1728, navštívil Francii a Itálii, kde se přátelil s osobnostmi kalibru Piranesiho. A právě na Piranesiho odkazuje rétorika, jakou popisoval své veřejné budovy ve svazku The Works in Architecture of Robert and James Adam. Jeho styl kombinuje vlivy od klasického umění až po palladianismus a pitoresknost. V jeho interiérech je mnoho odkazů na římské lázně, ale také kompromisy mezi řeckou a římskou architekturou, jako v předsálí domu Syon House, kde Adam použil na kladí výzdobu převzatou z Erechtheia, sloupy pocházející přímo z Říma a palladiánský strop: vytvořil tím syntézu ani ne tak intelektuálního rázu, ale spíš působivou a malebnou (interiérový styl bratří Adamových neboli Adamův styl).
Na konec 18. století patří také práce Josepha Bonomiho staršího, Jamese Wyatta a Henryho Hollanda. Bonomi, narozený v Itálii, se přestěhoval do Anglie v roce 1767. Mezi jeho díly, ovlivněnými jeho dobrou znalostí antické architektury, vyniká chrám pro park Packington ve Warwickshire, který vykazuje spřízněnost s dobovou revoluční architekturou Ledouxe ve Francii a Gillyho v Německu a je v anglickém kontextu jedinečný. Exteriér strohých nezdobných tvarů je proveden v čisté cihle a odlehčen velkými půlkruhovými lunetovými okny po vzoru antických lázní; interiér se zdá být inspirován Neptunovým chrámem v Paestum s dórskými sloupy podpírajícími střešní klenby. Tento interiér pravděpodobně ovlivnil několik dalších architektů včetně Jamese Wyatta.
Wyatt byl Adamovým soupeřem a získal slávu díky Pantheonu v londýnské Oxford Street (1770, zničen), zábavní budově, která byla jedinečnou klasicistní verzí istanbulského chrámu Hagia Sofia. Stavěl hodně a dnes je připomínán především pro své zásluhy na poli novogotiky a pro mnoho úprav anglických katedrál; postavil však také několik klasicistních venkovských domů, například Dodington v Gloucestershire, ve kterém použil detaily převzaté ze starořecké a římské architektury.

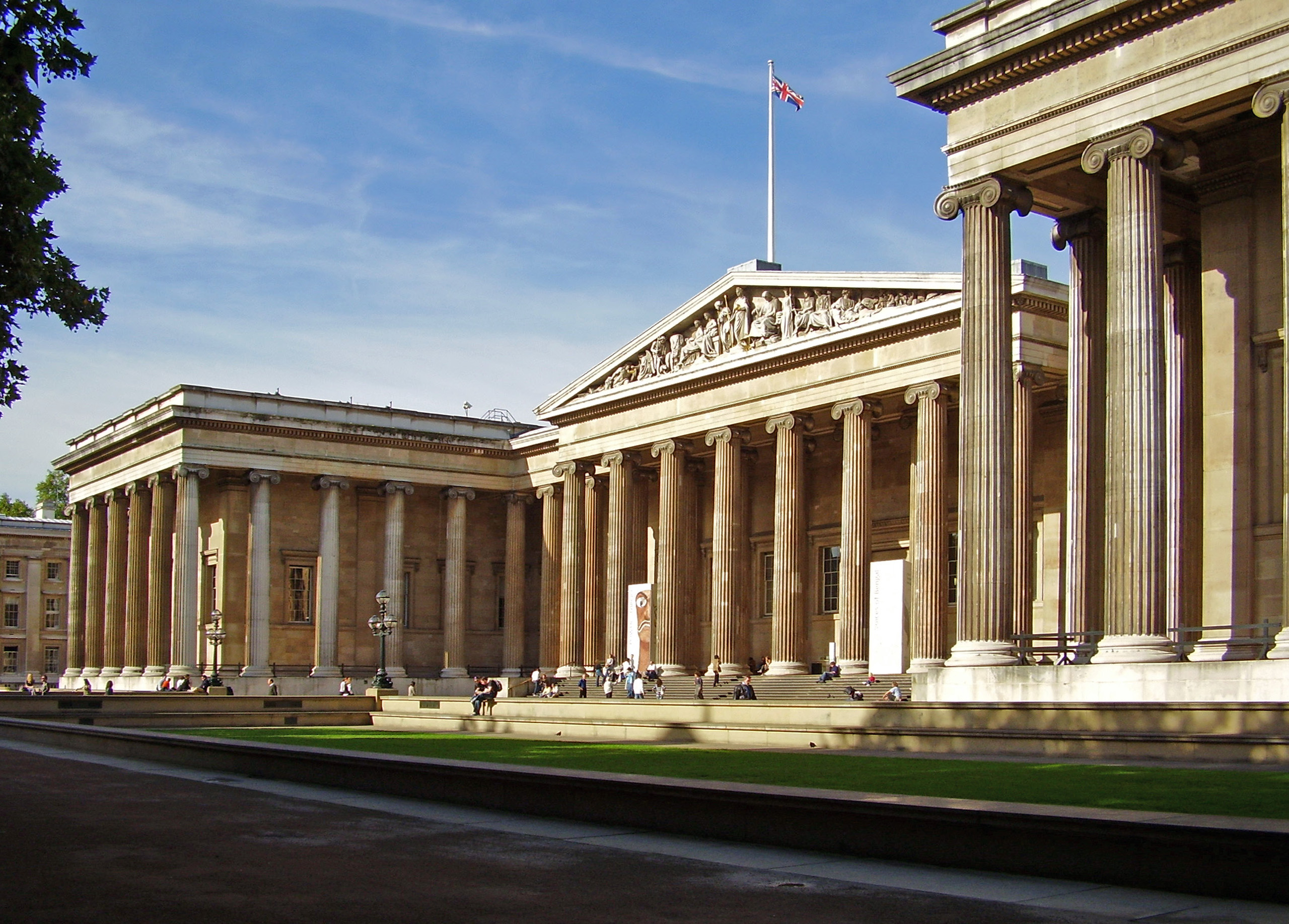
Britské muzeum v Londýně

S architektonickým jazykem Wyatta a Adama je úzce spjat Henry Holland, který ve své první velké zakázce, Brooks's Club v Londýně (1776), za palladiánskou fasádou navrhl místnosti se střízlivou a uměřenou výzdobou. O dva roky později začal pracovat na vile v Herefordshire, po které následovala rozsáhlá přestavba budovy Carlton House, kde uplatnil francouzské vlivy a kde se o výzdobu a design nábytku postarali francouzští řemeslníci.

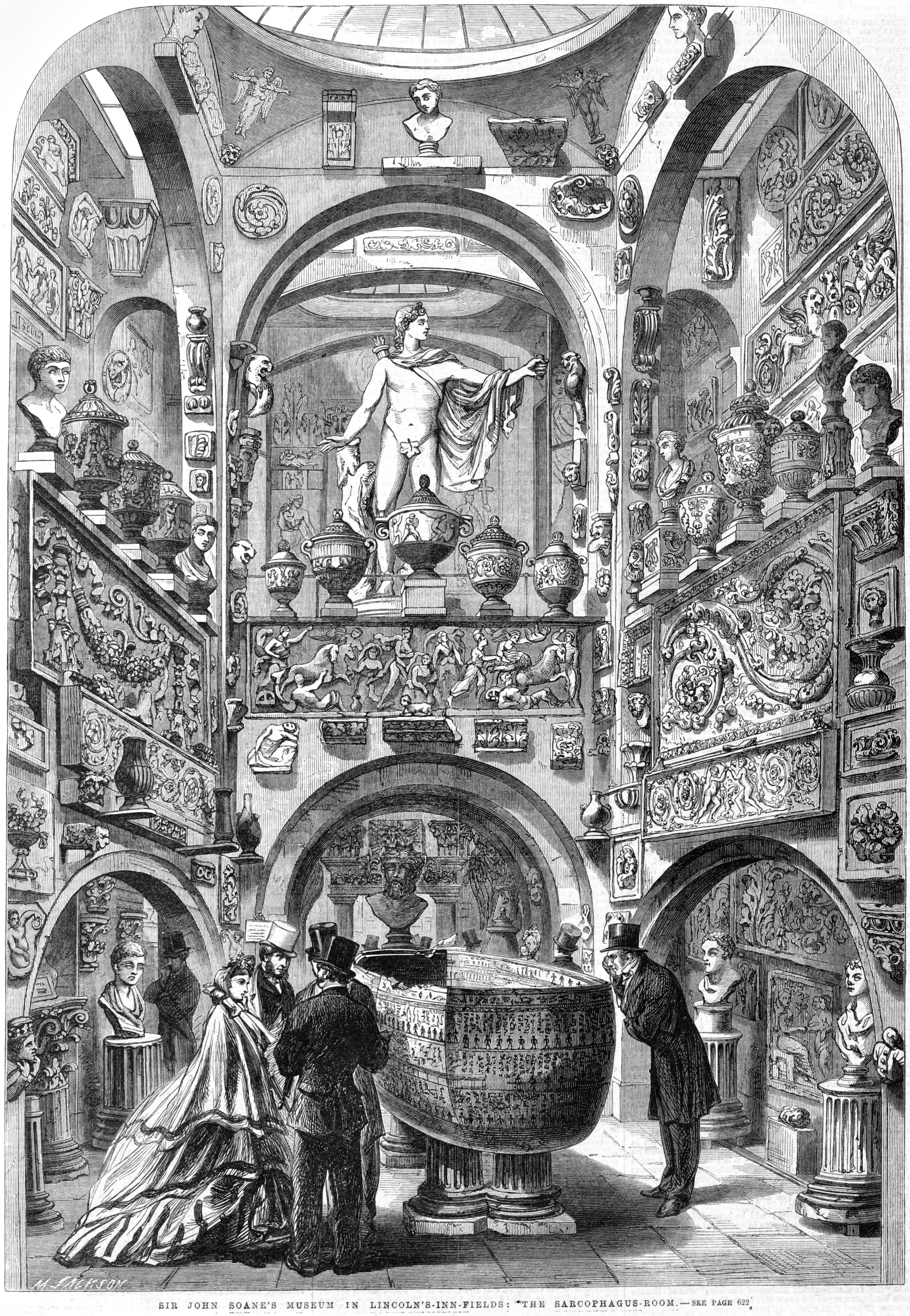
John Soane, Soaneovo muzeum architektury v Londýně

19. století také přineslo pozoruhodné stavby, například Britské muzeum v Londýně, Saint George's Hall v Liverpoolu a některá díla Johna Soanea. Britské muzeum je monumentální budova postavená ve dvacátých letech 19. století a vybavená řadou elegantních iónských sloupů v průčelí, jež navrhl Robert Smirke. Členitý komplex navazuje na architekturu klasických chrámů a ve svém centru má velkou litinovou kopuli překrývající čítárnu.
O něco později vznikla St. George's Hall v Liverpoolu, přísná stavba s určením být coby jakási civilní bazilika centrem občanského života města. Architektonicky jde o soubor různých objemů položených vedle sebe a spojených kladím, které se táhne podél všech fasád budovy. Komplex navrhl Harvey Lonsdale Elmes a po jeho smrti v díle pokračoval Charles Robert Cockerell, který připojil Koncertní sál, jehož bohatá klasicistní výzdoba kontrastuje se střídmostí exteriéru.
John Soane je považován za téměř výhradního představitele anglického revolučního klasicismu. Pod vlivem George Dance a především Ledouxe se proslavil koncem 18. století svými zásahy do projektu budovy Bank of England v Londýně, rozsáhlého komplexu vyznačujícího se sníženými kopulemi a extrémní konstrukční jednoduchostí. Hodný pozoru je dům, který si architekt navrhl sám pro sebe v Londýně (nyní Soaneovo museum): původní návrh, ne zcela realizovaný, usiloval o maximální jednoduchost a měl na fasádě velké oblouky, čímž se přiblížil revoluční architektuře Clauda-Nicolase Ledouxe. Na druhé straně interiér, velmi přetížený až klaustrofobický, ruší klasicismus exteriéru a vykazuje krajně svébytný architektonický jazyk, který navazuje spíš na pitoreskní tradici: četná zrcadla (přes 90 v jedné z menších místností) prostory opticky zvětšují, osvětlení přichází shora a gotikou inspirované oblouky oddělují stropy od stěn.
Z urbanistických návrhů stojí za zmínku Regent's Park a Regent Street v Londýně, dílo Johna Nashe. Architekt, ovlivněný již zmíněnou přestavbou Bathu, vytvořil ve struktuře města řadu nových uzlů, navrhl domy se sloupy, kladími a štíty v souladu s klasicistním tvaroslovím; klikatící se ulice však opouští statičnost pařížských přestaveb a nabízí stále nové perspektivy, takže obsahuje i romantickou objevitelskou touhu a malebnost.
Nejlepší angličtí designéři té doby každopádně propadli kouzlu novogotiky, často spojené s náboženskou, architektonickou a intelektuální tradicí, která se prosadila v centrech Oxfordu, Cambridge a Londýna. Klasicismus však od poloviny 19. století vzkvétal ve Skotsku a na severu Anglie. Lze ho nalézt například na radnici v Leedsu (1853), na budově Picton Reading Room v Liverpoolu (1875) nebo na kostelech, které pod vlivem Schinkela a Cockerella postavil Alexander Thomson v Glasgově.

## Střední Evropa
Do střední Evropy se klasicismus dostával jen zvolna a až asi do roku 1800 se zároveň stavělo i v rokokovém a barokním slohu. Rokoko a raný klasicismus se ve druhé polovině 18. století prolínají do jediného stylového komplexu a lze je často odlišit jen podle záliby v používání oblých dekorací na rokokových stavbách.

### Německé státy

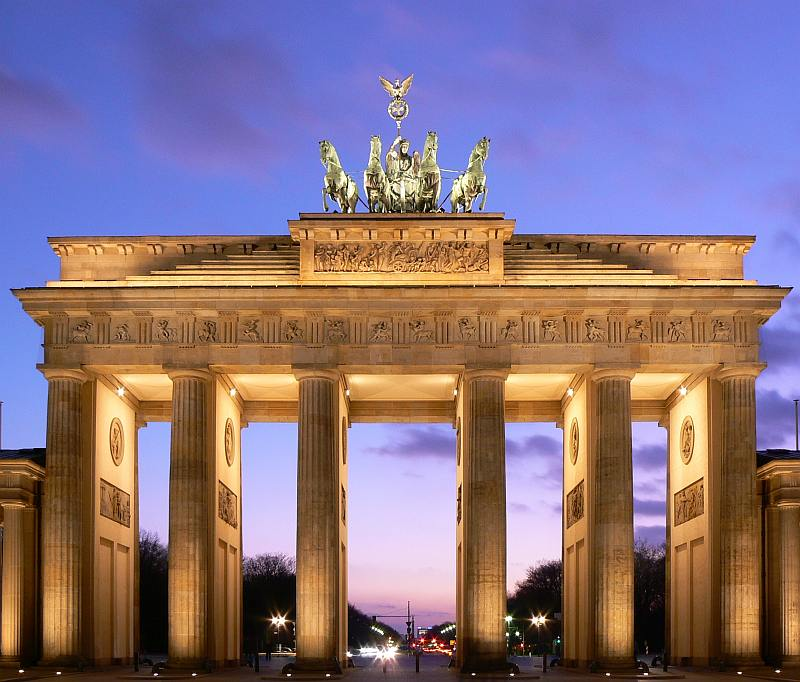
Carl Gotthard Langhans, Braniborská brána v Berlíně

Do Německa klasicistní architektura rázně vpadla Braniborskou bránou, v letech 1789 až 1793 postavenou v Berlíně Carlem Gotthardem Langhansem. Jedná se o monumentální dílo v dórském stylu, první svého druhu, inspirované rekonstrukcemi Propylejí v Aténách publikovanými v polovině 18. století. Třebaže Langhans vyšel z athénského modelu, použil zjednodušenou verzi římských dórských sloupů: na rozdíl od dórského originálu mají jeho sloupy patky, jejich rozestupy jsou nestejné a na konci vlysu se nacházejí poloviční metopy (Řekové místo toho vlys zakončovali triglyfem). Braniborská brána měla značný vliv na soudobé architekty: v Británii inspirovala například projekt vstupu do Downing College v Cambridge od Williama Wilkinse nebo propyleum hradu Chester od Thomase Harrisona.
Novátorské byly návrhy dalšího pruského architekta Friedricha Gillyho. Než roku 1800 zemřel v Karlových Varech na tuberkulózu, stihl toho za svůj krátký život postavit jen málo. Po roce 1790 však připravil dva významné projekty: návrh Národního divadla v Berlíně a památníku Fridricha Velikého. Divadlo mělo úzkou vazbu na Ledouxovu francouzskou architekturu: Gilly se zřekl většiny dekorací a posílil objemy, definované funkcí, kterou měly plnit.

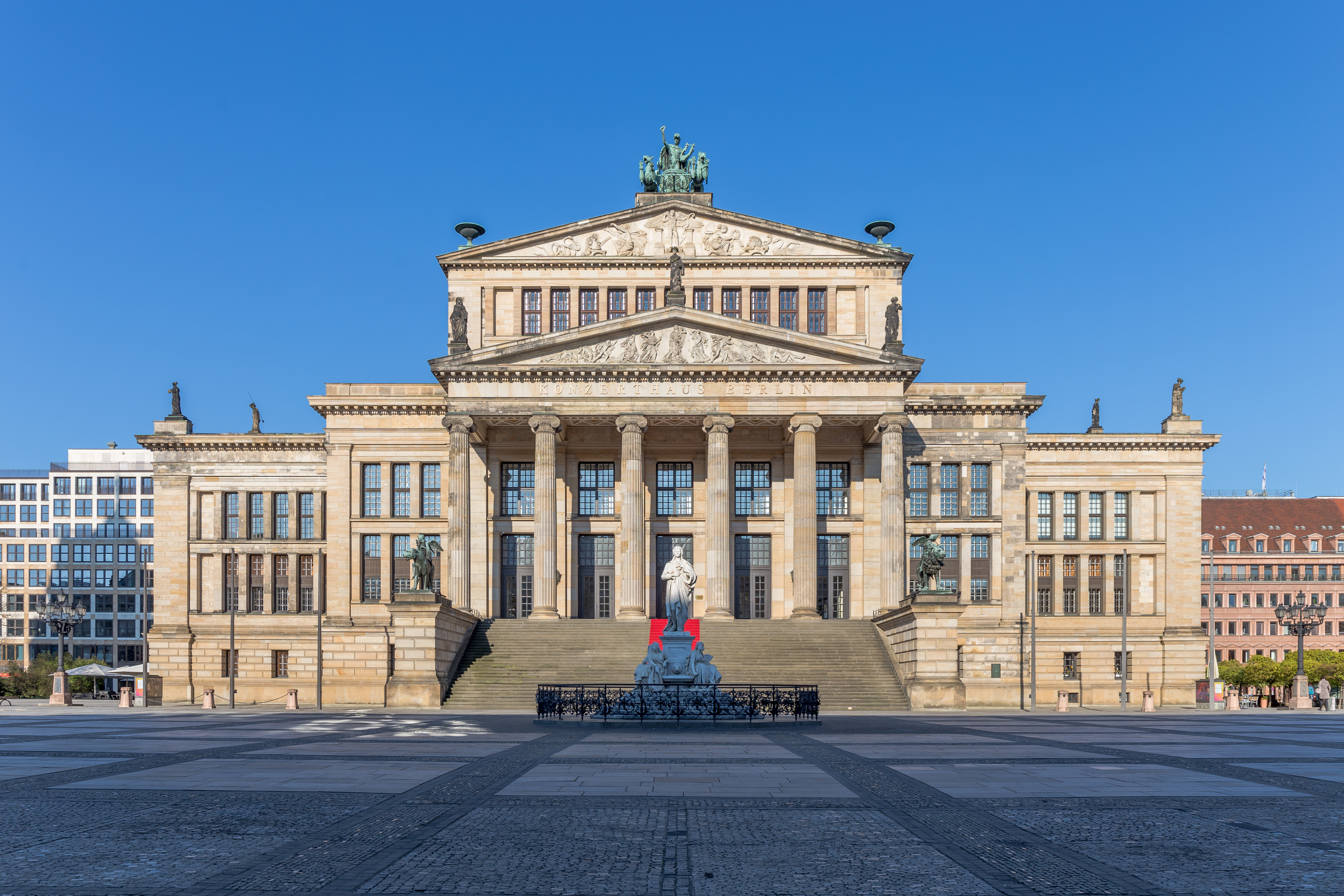
Karl Friedrich Schinkel, bývalé divadlo Schauspielhaus v Berlíně (dnes koncertní sál Konzerthaus Berlin)

Gillyho žákem byl Karl Friedrich Schinkel. Po neogotickém debutu přestoupil ke klasicismu řeckého stylu, který měl v Německu velký úspěch. Obecně je Schinkelovo dílo se svými gotickými, klasickými a malebnými prvky blíže Anglii než Francii nebo Itálii, ale jeho funkční interpretace klasicismu byla v módě ještě mezi lety 1910 a 1940, kdy se stala německým národním stylem. Na počátku 19. století vytvořil v Berlíně Neue Wache a další budovy zřetelných a elegantních tvarů, které pak ovlivnily i architekturu vzdálenějších zemí, jako Finska. Dalšími Schinkelovými mistrovskými díly jsou divadlo Schauspielhaus (dnes Konzerthaus) na náměstí Gendarmenmarkt a Staré muzeum v Berlíně. V berlínském divadle architekt zdůraznil funkčnost různých částí a dal budově a jejím výrazným objemům mimořádnou trojrozměrnost. Tradici nejbližším prvkem je kolonáda šesti sloupů završená bohatě zdobeným štítem.

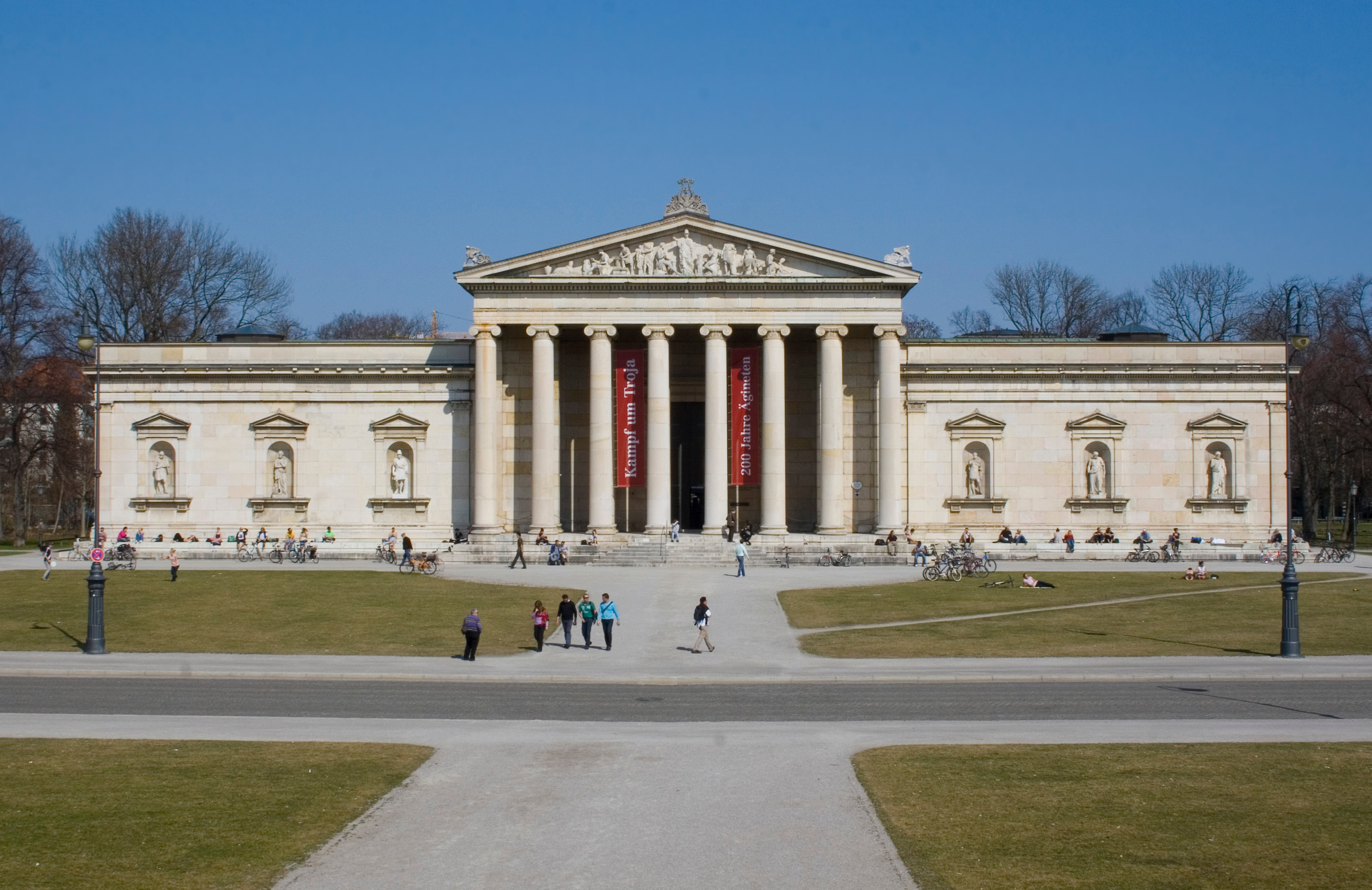
Leo von Klenze, Glyptotéka v Mnichově

S funkcionalismem Schauspielhausu kontrastuje klasičtější Staré muzeum, které spojuje sloupové předsálí (stoa) s osmnácti ionskými sloupy po vzoru antického Řecka s rotundou Pantheonu umístěnou uvnitř.
V Bavorsku byl nejvýznamnějším architektem Leo von Klenze, jehož věhlas je spojen především s Walhallou u Řezna a Glyptotékou v Mnichově; oba komplexy v duchu řecké architektury byly postaveny v prvních desetiletích 19. století. Svou majestátností zaujme zejména Walhalla. (Walhalla bylo místo, na kterém se podle germánské mytologie setkávaly duše hrdinů padlých v bitvě.) Je to peripterální chrám v dórském stylu, umístěný na mohutné základně, ke které vystupuje široké schodiště. Stavba připomíná již zmíněný pomník navržený Gillym pro Fridricha Velikého, von Klenze však dal dílu romantičtější nádech: jeho Walhalla schraňuje busty nejvýznamnějších německých osobností a je vybavena basreliéfem, popisujícím historii Německa.

### Rakousko mimo české země
Architektura jednotlivých zemí habsburské říše byla vzájemně silně propojena i osobami architektů, a platí to zejména pro české a rakouské stavitelství. Klasicistní prvky zaváděli architekti jako Nicolò Pacassi, autor přestavby Hofburgu a Pražského hradu (tzv. tereziánská přestavba).
V Rakousku se tendence ke klasicismu projevila již v prvních desetiletích 18. století na vídeňském kostele sv. Karla od Johanna Bernharda Fischera z Erlachu, mistrovském díle rakouského rokoka: budova má pronaos lemovaný dvěma sloupy, inspirovanými Trajánovým sloupem v Římě. První důležitá klasicistní stavba Rakouska je Vítězný oblouk v Innsbrucku (Constantin Walter a Johann Baptist Hagenauer, po r. 1765). Po napoleonských válkách se snížil vliv francouzské architektury a posílil vliv italské (podobné anglosaskému italianate stylu), jak demonstruje Vnější hradní brána (Äußeres Burgtor, Peter Nobile, 1821–1824) ve Vídni. Pozdní klasicismus a raný historismus se pak před polovinou 19. století slévají do stylu označovaného někdy jako romantický klasicismus (Romantischer Klassizismus). Klasicismus pak v Rakousku končí revolucí let 1848–1849, aby se o několik desetiletí později vynořil v podobě neoklasicismu coby součást historismu epochy zakladatelů.

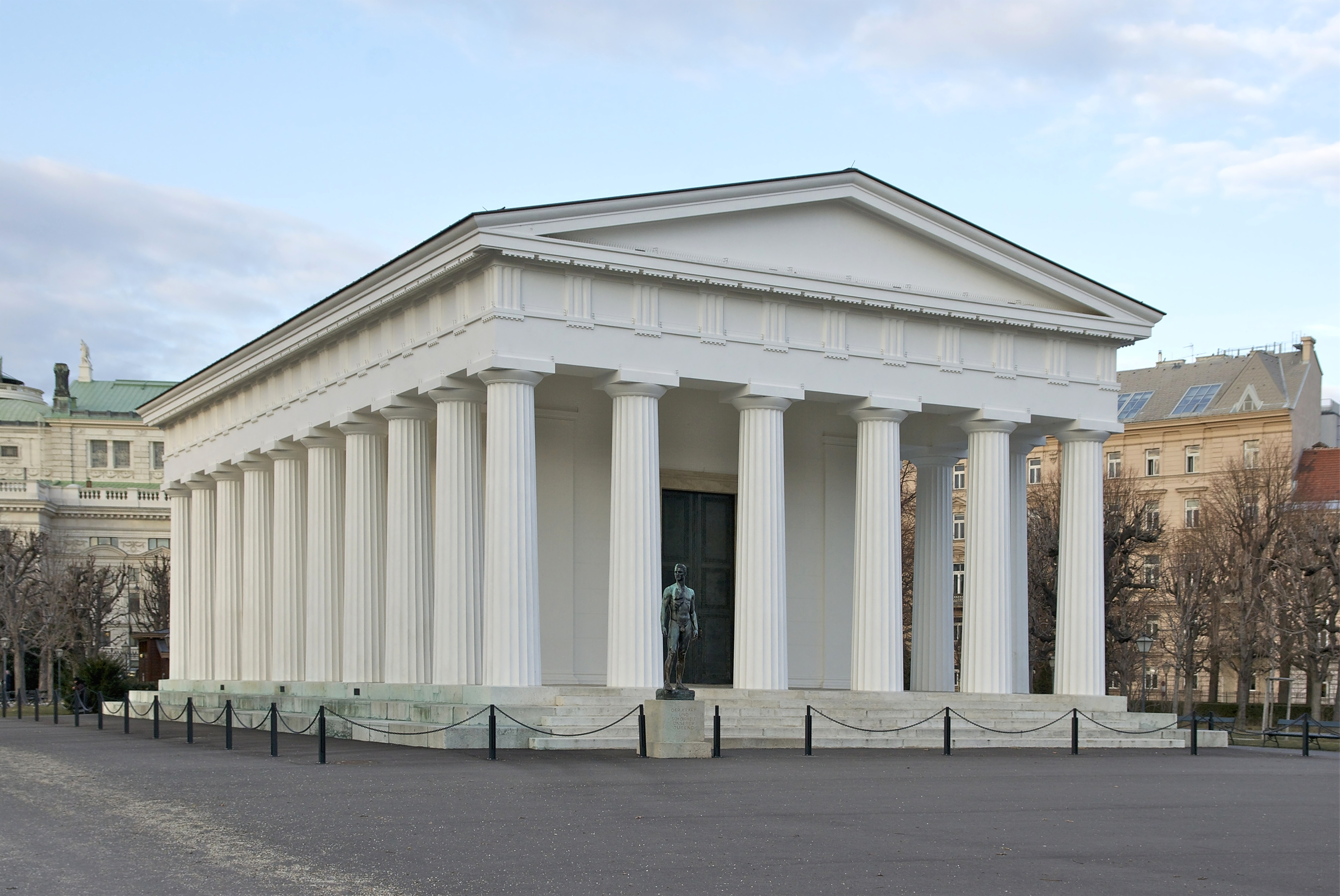
Peter Nobile, Theseustempel, Vídeň

Peter Nobile ve Vídni dále vytvořil také řeckou architekturou inspirovaný Theseustempel. Je zde řada klasicistních paláců jako Palais Pallavicini (Johann Ferdinand Hetzendorf von Hohenberg, 1783–1784), Palais Rasumofsky (Louis Montoyer, 1806) a Palais Clam-Gallas (Heinrich Koch, 1834–1835). Mimo Vídeň se dochovala například lázeňská kolonáda Trinkhalle v Bad Ischlu (Franz Lössl, 1829).
Zvláštní kapitolou je dnes italský Terst. Jeho historie jako multietnického města a důležitého rakouského přístavu ovlivňuje jeho urbanistický vzhled až do současnosti. Německý vliv se projevil na Verdiho divadle (stavba zahájena v roce 1798), díle Mattea Pertsche, které má blízko k milánskému klasicismu. Taktéž Pertsch navrhl palác Palazzo Carciotti s mírně vystupujícím portikem tvořeným šesti sloupy, který podpírá monumentální balustrádu, za níž se otevírá polokulovitá kupole. Nejvýraznější ukázkou terstského klasicismu je však kostel Sant'Antonio, navržený v roce 1808 Petrem Nobilem a postavený teprve ve dvacátých letech 19. století. Dlouhý a úzký tvar pozemku vedl architekta k tomu, aby navázal na téma Pantheonu a navrhl obdélníkovou budovu s kupolí uprostřed. Kostel má malebnou polohu na konci kanálu Canal Grande, což mu umožnilo stát se jedním ze symbolů Terstu.

### Čechy a Morava

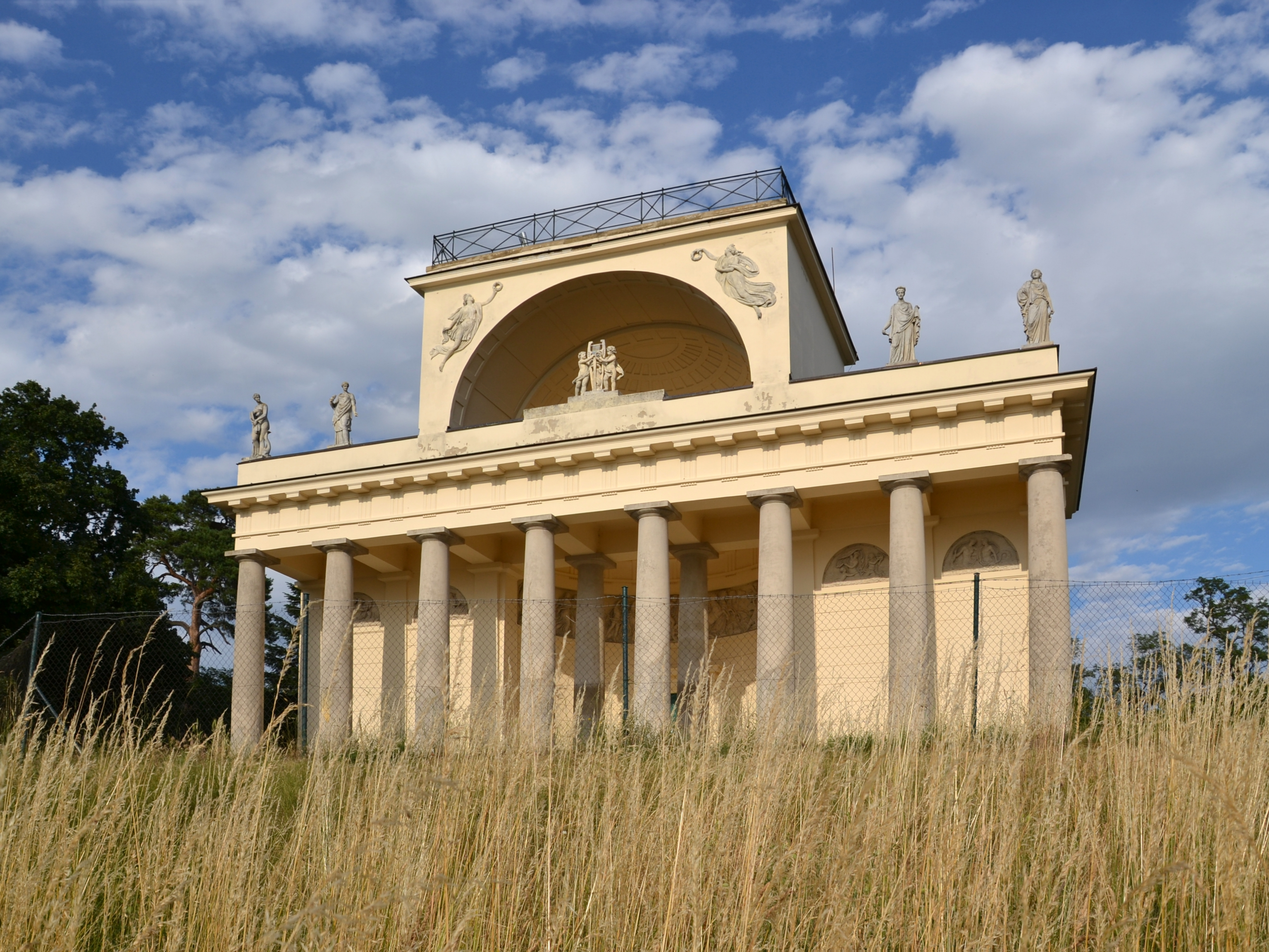
Apollonův chrám v Lednicko-valtickém areálu

Ve druhé půli 18. století se v českých zemích stavělo zároveň jak ve stylu rokoka, tak klasicismu s tím, že zejména v sakrální architektuře ještě přežívalo barokní tvarosloví. Vedle zmíněné tereziánské přestavby Pražského hradu (dokončena roku 1775) v Praze v klasicistním duchu vznikly Stavovské divadlo (Antonín Haffenecker, 1781–1783) a budova Filosofického sálu Strahovské knihovny (Ignác Palliardi, 1783). Ojedinělou moravskou stavbou klasicistního charakteru z té doby je zámek Rájec nad Svitavou (Isidor Canevale, 1763–1769).

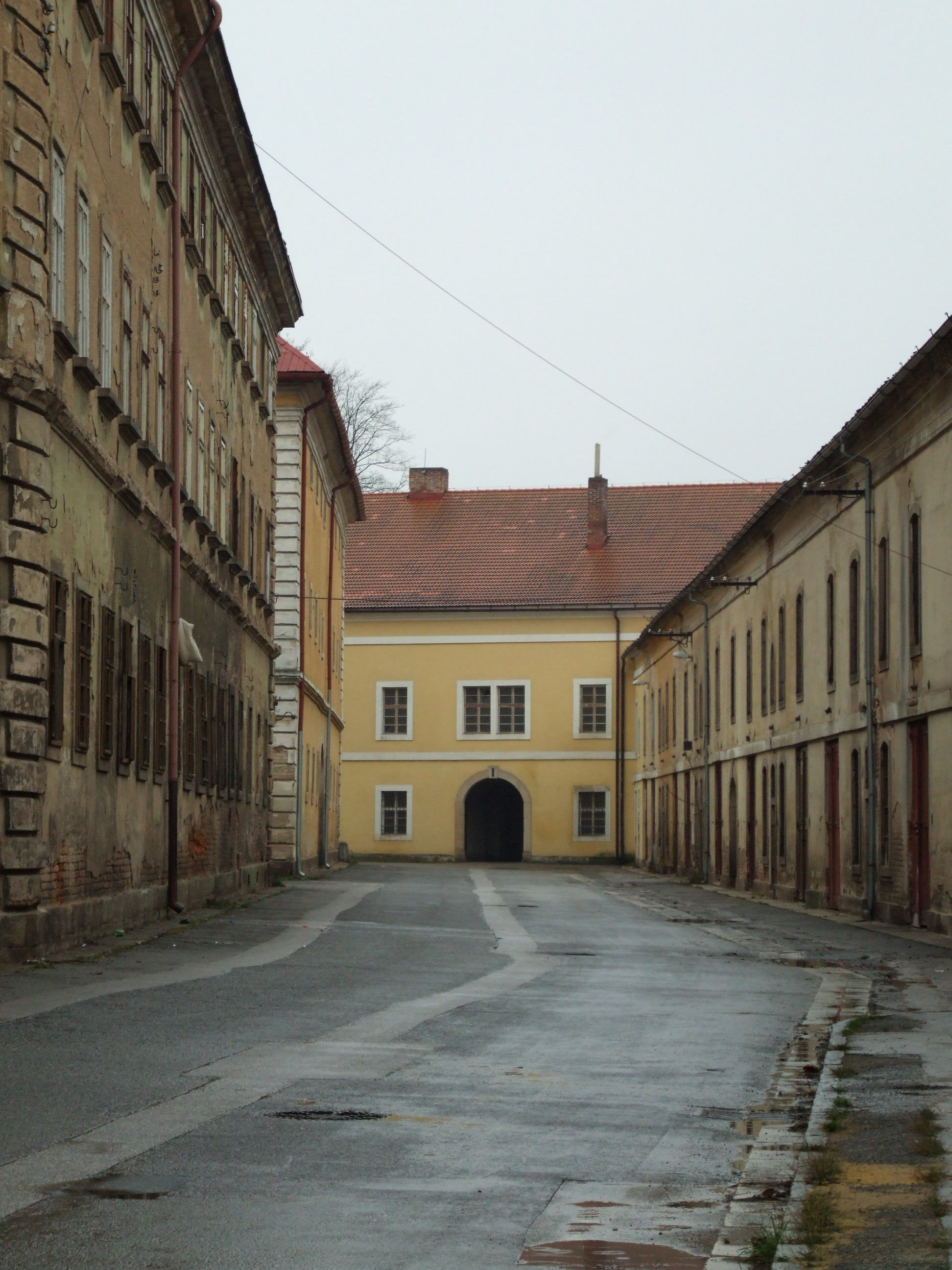
Ulice pevnostního města Josefov

Ráz klasicismu měla také pevnostní města, budovaná v 80. letech 18. století Josefem II. na obranu proti pruské invazi: Josefov, Hradec Králové a Terezín. Významnou roli při zavádění jednotné úřední architektury klasicistního rázu měl Franz Anton Leonard Herget, od roku 1767 ředitel pražské Stavovské inženýrské školy a od roku 1788 první český zemský stavební ředitel.
Dobrým příkladem klasicistní sakrální stavby je katolický kostel svatého Kříže v Praze (Jiří Fischer, 1824). Od vydání Tolerančního patentu (1781) si své modlitebny směli zřizovat i nekatolíci, nesměli však pro jejich výzdobu používat honosné prvky barokní architektury, která v té době ještě převažovala u katolických sakrálních staveb. To vedlo k budování střízlivých tolerančních kostelů v klasicistním duchu, z nichž řada se v Česku dochovala. Ovšem i katolické kostely se po osvícenských reformách stavěly podle normovaných plánů, vypracovaných stavebními ředitelstvími ve snaze o jednoduchost a láci. Ke pohřebním stavbám té doby patří mimo jiné hrobka Vratislavů z Mitrovic v Čimelicích (Jan Filip Jöndl, 1817).
Kolem roku 1800 se klasicistní sloh prosadil také u reprezentativních staveb, jako je zámek Kačina, budovaný od roku 1806, na němž se podíleli architekti Bernard Poyete, Jan Filip Jöndl a Jiří Fischer, který stojí také za urbanistickým konceptem pražské dělnické čtvrti Karlína. Pozoruhodné jsou drobné klasicistní stavby v lednicko-valtickém areálu, jako je Apollonův chrám (Joseph Georg Kornhäusel a Joseph Franz Engel 1817–1819), ovlivněný francouzskou revoluční architekturou. Parky zámků v Kačině, Lednici/Valticích, Veltrusích i Kynžvartu (samotný zámek Kynžvart empírově přestavěl Peter Nobile v letech 1821–1836) jsou zároveň příklady klasicistního krajinářství. Kolem roku 1800 se začalo více rozvíjet lázeňství, takže byla v klasicistním duchu vybudována města jako Františkovy Lázně a Mariánské Lázně. Proběhla také řada empírových přestaveb starších budov, například přebudování paláce Platýz v Praze v 10. letech 19. století na nájemní dům (stavitel Jindřich Hausknecht) nebo úpravy Nového zámku v Dačicích (Karl Christian Riedl, 1816, a Karl Schleps, 1830–1833). Zajímavým dílem pozdního klasicismu je předměstská vila Letohrádek Kinských v Praze na Smíchově (Heinrich Koch, 1827–1831).

### Uhry a východní část říše

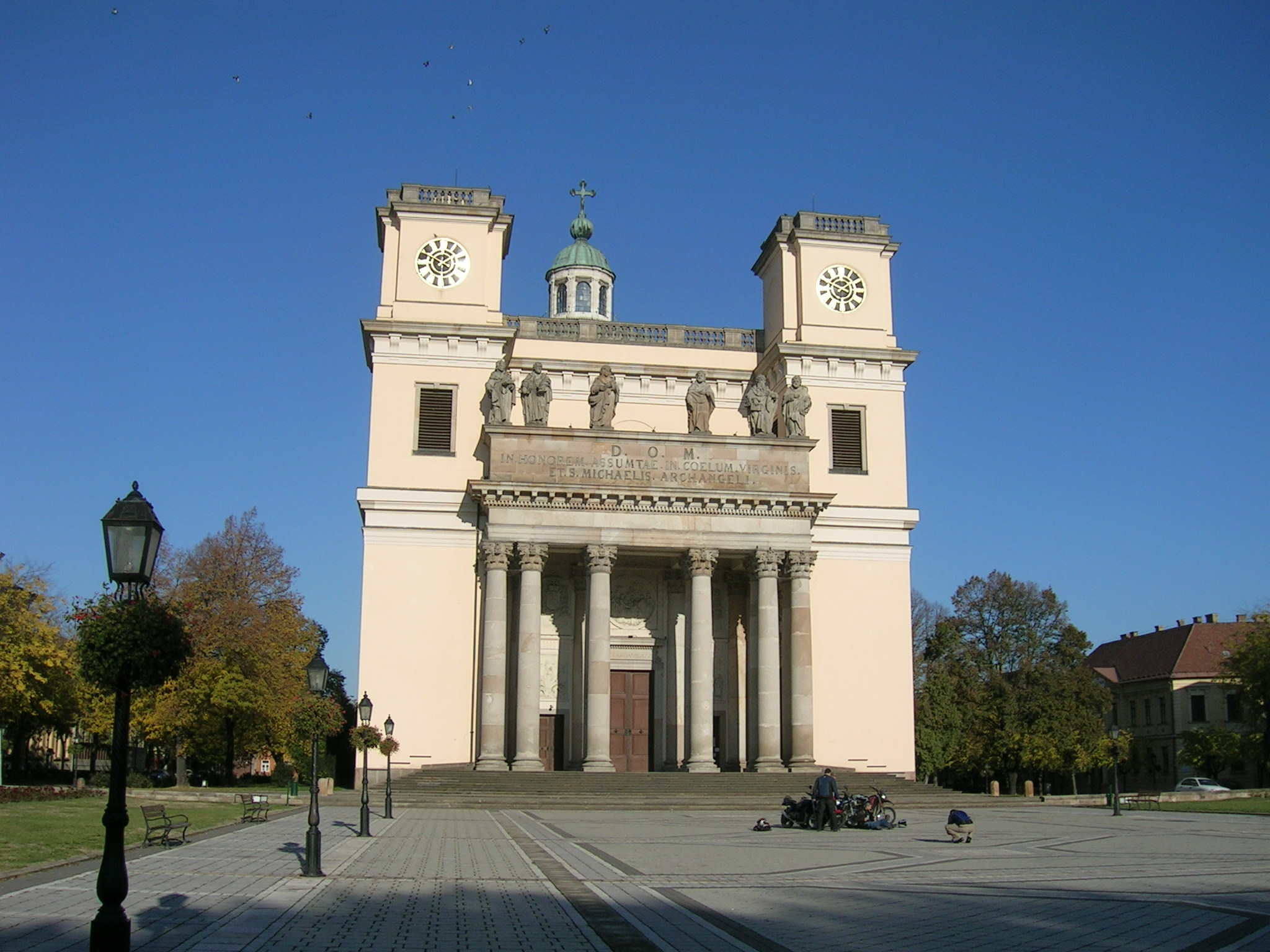
Katedrála Nanebevzetí Panny Marie a archanděla Michaela, Vác

V Uhrách došlo k rozchodu s barokním jazykem již v sedmdesátých letech 18. století: katedrála města Vác, s portikem převýšeným mohutnou atikou, pochází z let 1763–1777. V 19. století tento styl vyvrcholil v ostřihomské katedrále s centrálním půdorysem a kupolí (Alexander Rudnay, Pál Kühnel, János Packh a József Hild, 1822–1869) a v novořeckém národním muzeu (1837–1847) v Budapešti, jež navrhl Mihály Pollack, stejně jako Sándorův palác (1803–1806), dnešní sídlo maďarského prezidenta. Velký reformovaný kostel v Debrecíně, největší protestantský chrám Maďarska, postavil architekt Mihály Péchy v letech 1805–1824. Podobně jako v českých zemích se i na území bývalých Uher nachází řada drobných památek klasicismu, často stavěných bez účasti profesionálních architektů.
Na Slovensku se z doby klasicismu dochovaly například Napoleonské lázně v Piešťanech, komplex tří lázeňských budov z 20. let 19. století, což byly první zděné lázeňské pavilony tohoto města, Primaciální palác v Bratislavě (architekt Melchior Hefele, palác byl dokončen roku 1781) nebo zámek ve Snině (1781).
V dnešním Chorvatsku se z tohoto období dochovalo například několik zámků, některé, jako zámek Jankovićů u Daruvaru (1771–1777) ještě na přechodu mezi barokní a klasicistní architekturou.

## Italské státy

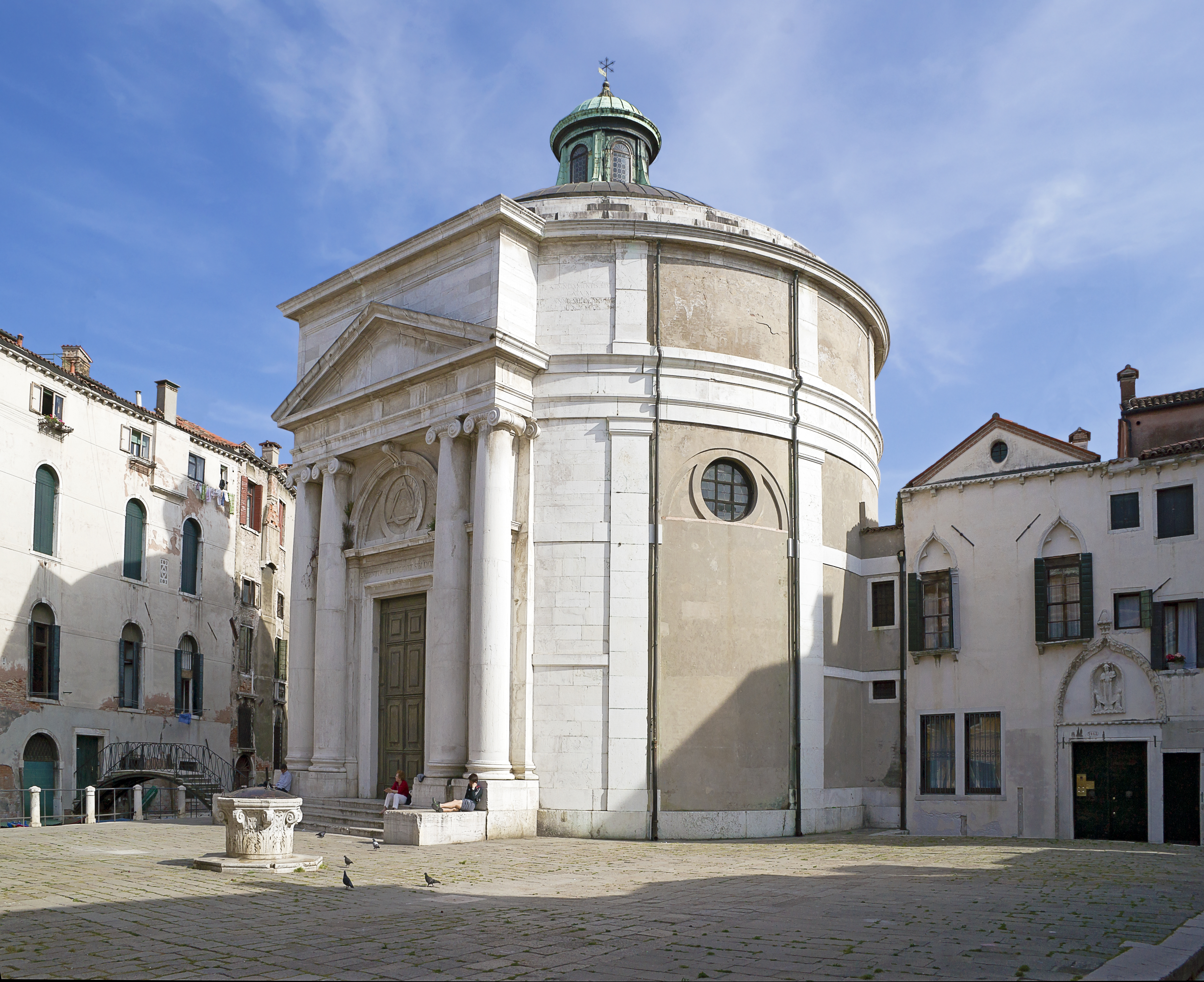
Tommaso Temanza, kostel sv. Magdaleny, Benátky

Počínaje druhou polovinou 18. století také v Itálii začala výstavba budov v duchu klasicismu. Tento sloh se však neprosadil jednotně na celém území, které bylo v té době rozděleno do několika menších států. Klasicistní architektura si musela vybojovat prostor proti baroku, které právě na italské půdě kolem poloviny 18. století vytvořilo mimořádné památky, jako je Španělské náměstí a Fontána di Trevi v Římě nebo Královský palác Caserta.

### Sever
I když se obvykle říká, že italský neoklasicismus začal v Římě, bylo to nicméně Benátsko, kde se již v první polovině 18. století objevil architektonický vkus více v souladu s evropskými trendy. Maffeiho lapidárium ve Veroně, dokončené v roce 1745 Alessandrem Pompeim, lze považovat za předzvěst klasicismu. Benátky zároveň sehrály roli v teoretickém rozpracování klasicistních principů díky Carlovi Lodolimu a Francescovi Algarottimu, zastánců funkcionalistických a antibarokních myšlenek. V Benátkách je navíc možné vystopovat architektonickou linii, která začíná již portikem kostela San Nicola da Tolentino (Andrea Tirali, 1706–1714), na který navazují kostely San Simone Piccolo (Giovanni Scalfarotto, mistr Giovanniho Battisty Piranesiho), a sv. Magdaleny (1780) od Tommasa Temanzy, který již v roce 1748 navrhl racionálně pojaté průčelí kostela Santa Margherita v Padově.
Hlavní postavou byl však Giannantonio Selva. Jeho projekty divadla La Fenice (1790–1792) a benátských kostelů San Maurizio (1806) a Nome di Gesù (1815) jsou dobře rozvržené a založené na několika málo tématech, takže přesahují rámec provinční architektury. Selvovi se také někdy připisuje Tempio Canoviano v Possagnu (1819–1833, jindy považovaný za dílo Antonia Canovy), šťastné spojení vzorů Parthenónu a Pantheonu.
Po napoleonském mezidobí, který nepřineslo zvlášť zajímavé výsledky, se prosadil Selvův žák Giuseppe Jappelli (1785–1852), kompetentní architekt ve stylu mezinárodního klasicismu. Navrhl zejména eklektickou kavárnu Caffè Pedrocchi i její novogotickou přístavbu Pedrocchino v Padově a četné benátské vily.

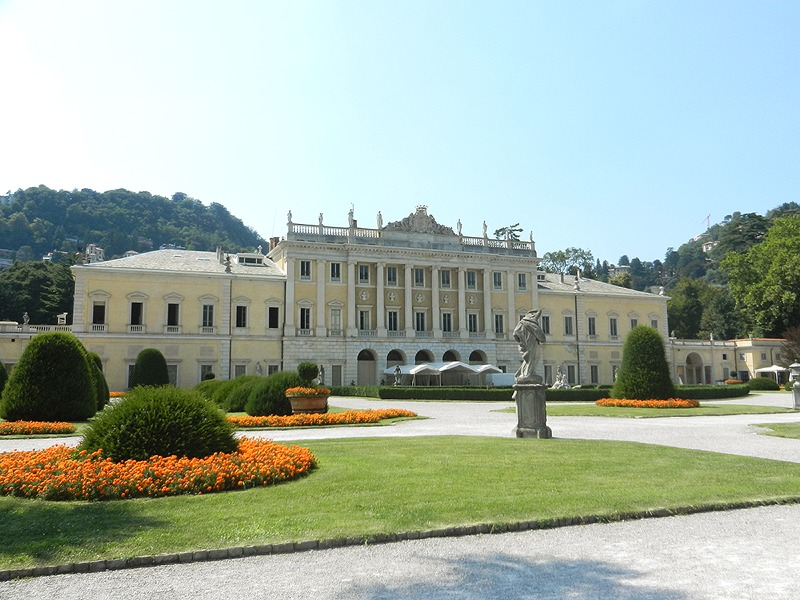
Simone Cantoni, vila Olmo v Comu

V rakouské Lombardii klasicistní architektura vzkvétala. V Miláně zpočátku dominoval Giuseppe Piermarini, autor paláce Belgioioso (1772–1781), Královské vily v Monze (1776), divadla La Scala (1776–1778, má i neorenesanční prvky) a vily Cusani Tittoni Traversi v Desiu (na níž později pracoval také Pelagio Palagi).
Piermariniho rivalem byl Simone Cantoni, který také pracoval pro Vanvitelliho a studoval na Akademii v Parmě pod vedením Ennemonda Alexandra Petitota a v Janově. V Miláně navrhl palác Serbelloni, který má centrální těleso se sloupy podpírajícími štít, a v Comu na konci 18. století postavil vilu Olmo.
Leopoldo Pollack a Luigi Canonica, žáci Piermariniho, nové architektonické trendy rozvíjeli. Pollack navrhl vilu Reale (původně Belgioioso, nyní Villa Comunale), Casati v Muggiò a Rotondu v Comu, díla, která však nejsou příliš inovativní; Canonica navrhl stadion Arena v Miláně, na níž se podílel i Giovanni Antonio Antolini, a přestavěl čtvrť kolem hradu Sforzesco.
Po něm následoval Luigi Cagnola, inspirovaný vesměs italskou tradicí: navrhl mohutnou a výstavnou vilu Rotonda v Inverigu a kostel San Lorenzo v Ghisalbě (1822), znovu na téma rotundy. Vytvořil též Arco della Pace v Miláně, další variaci na římský vítězný oblouk. Pozoruhodná je také další brána Arco di Porta Nuova, postavená v roce 1813 podle projektu architekta Giuseppa Zanoii, který byl upřednostněn před Cagnolovým návrhem.
Stavbou, která uzavírá milánský a obecněji italský klasicismus, je milánský kostel San Carlo al Corso od Carla Amatiho, který je však považován za rozměrově předimenzovaný.

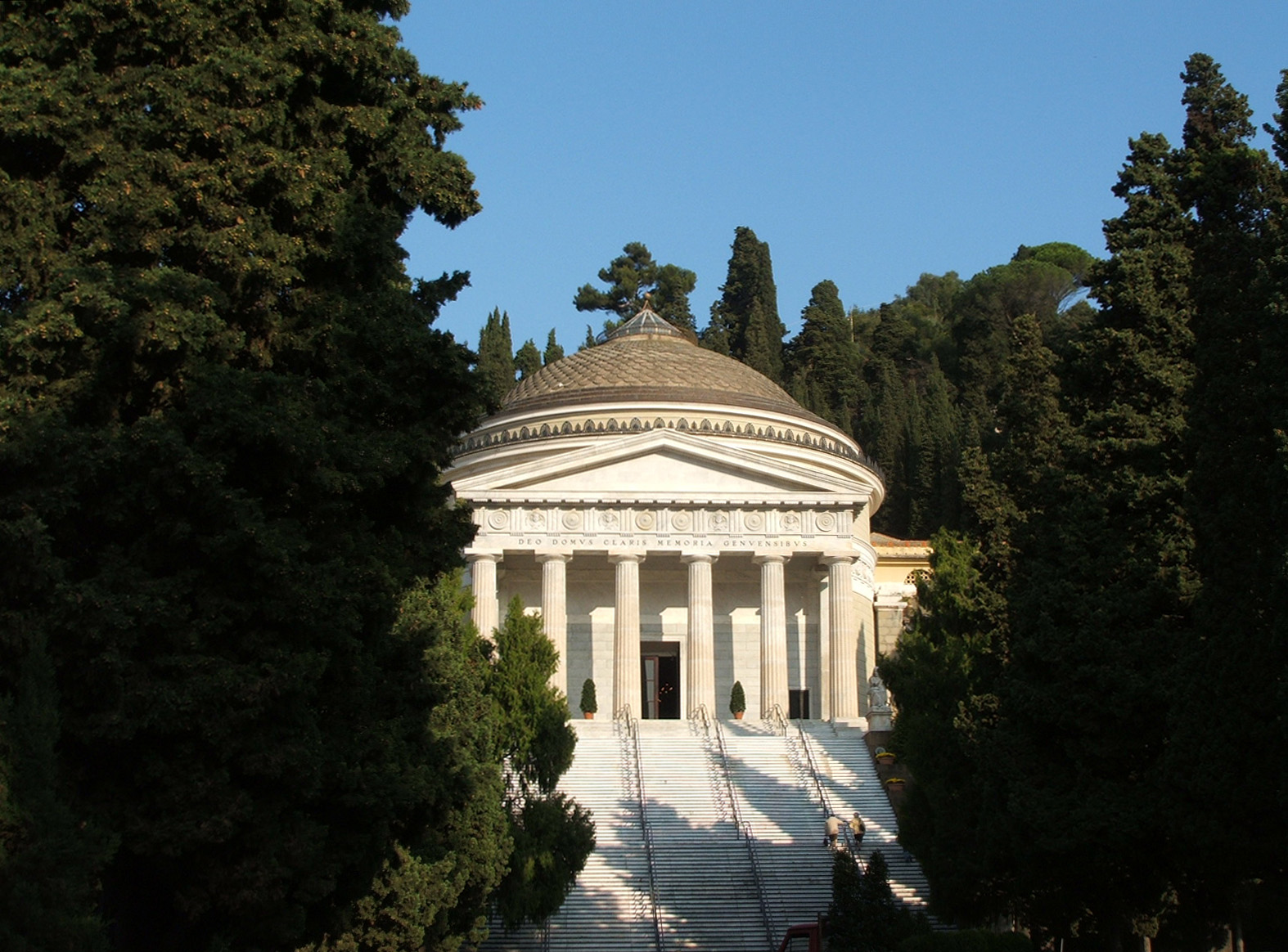
Carlo Barabino, Pantheon na hřbitově Staglieno, Janov

Další osobností italského neoklasicismu je Carlo Barabino, nejvýznamnější janovský architekt 19. století. Mimo jiné navrhl divadlo Carlo Felice a hřbitov Staglieno v Janově. Z divadla Carlo Felice, slavnostně otevřeného v roce 1828, dnes zbyla pouze fasáda s velkým šestisloupovým portikem: zbytek budovy byl zničen za druhé světové války. Na hřbitově Staglieno, který dokončil žák Giovanni Battista Resasco, najdeme řadu prvků klasické tradice, jako je kopie římského Pantheonu, umístěná na vyvýšeném místě. V Janově dále působil i zmíněný Simone Cantoni, který vyhrál soutěž na přestavbu Dóžecího paláce.

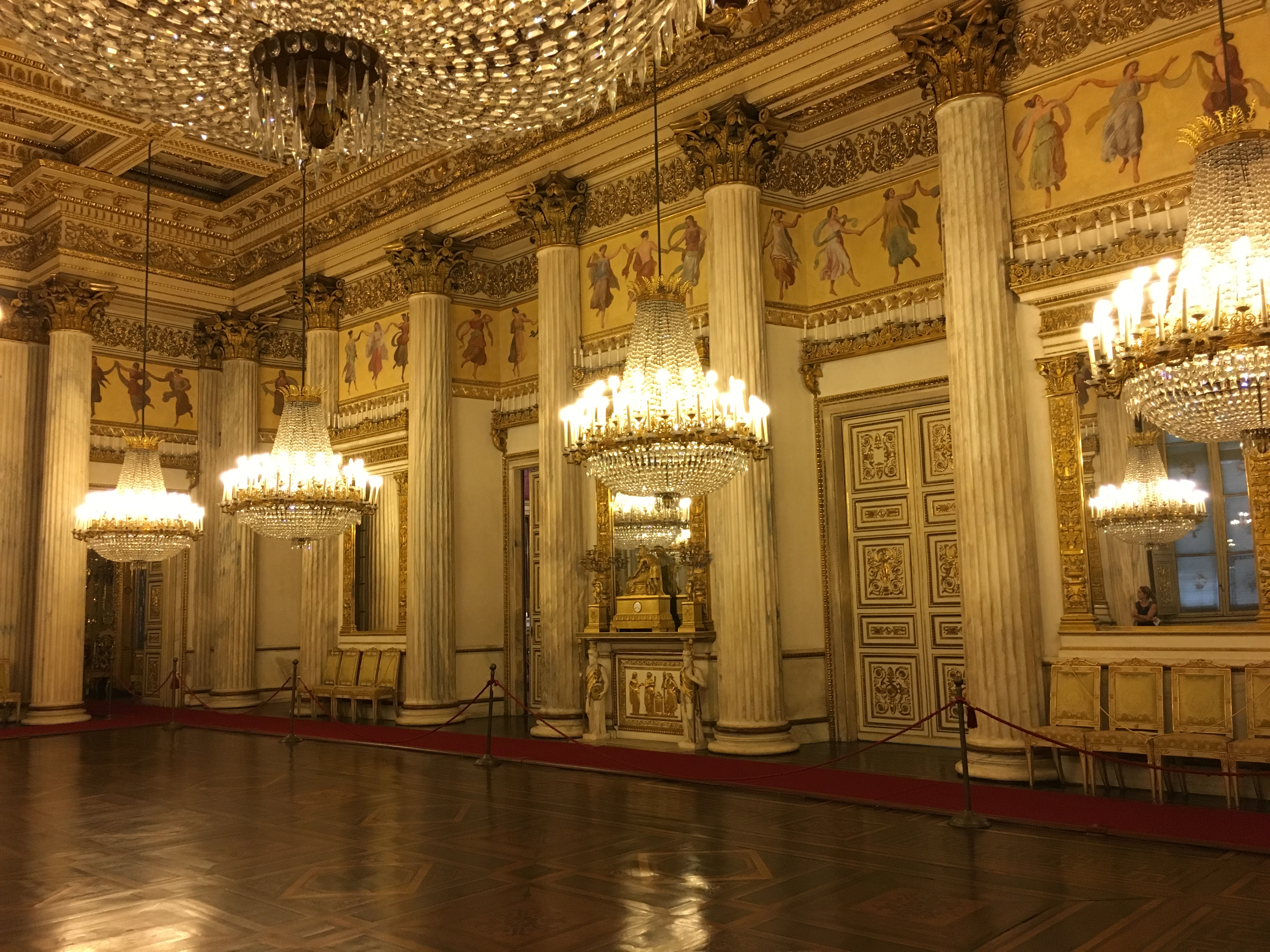
Pelagio Palagi, Taneční sál (1835–1842), Královský palác, Turín

Piemontští architekti na počátku klasicistní epochy udržovali živé kontakty zejména s Římem a Paříží; tvořili zde Giuseppe Battista Piacenza, Carlo Randoni a na počátku své dráhy i Filippo Castelli. Silným motivem rozvoje byl urbanismus a proměny, které pod přímým vlivem Francouzů prožil Turín na počátku 19. století. Klíčovou stavbou byl turínský kostel Gran Madre di Dio (1814–1831). Chrám na kruhovém půdoryse, před nímž je pronaos po vzoru Pantheonu v Římě, postavil Ferdinando Bonsignore.
Bonsignore na turínské univerzitě a akademii učil několik generací kvalifikovaných architektů, působili po celém Piemontu a také v oblasti Janova a Nice. Mimo jiné do této školy patřili Giuseppe Maria Talucchi, Bonsignorova pravá ruka na univerzitě a autor impozantního kostela Santa Maria del Borgo ve Vigone (stavba začala roku 1835), Benedetto Brunati, Luigi Canina a Ernesto Melano. Na královském dvoře působil počínaje vládou Karla Alberta Sardinského jako umělecký ředitel Pelagio Palagi, jehož asistentem byl Carlo Sada. Pracovali na královském paláci v Turíně, na panství Pollenzo a na zámku v Racconigi.
Ve druhé polovině 19. století v Turíně na klasicistní myšlenky originálně navazoval Alessandro Antonelli, žák Bonsignora a Talucchiho, autor katedrály v Novaře, obrovské budovy Mole Antonelliana v Turíně a kupole baziliky San Gaudenzio v Novaře. Používal klasické prvky, avšak deformoval kanonické proporce směrem k novému směřování architektury, silně poznamenané strukturálním experimentováním.

### Toskánsko a Řím

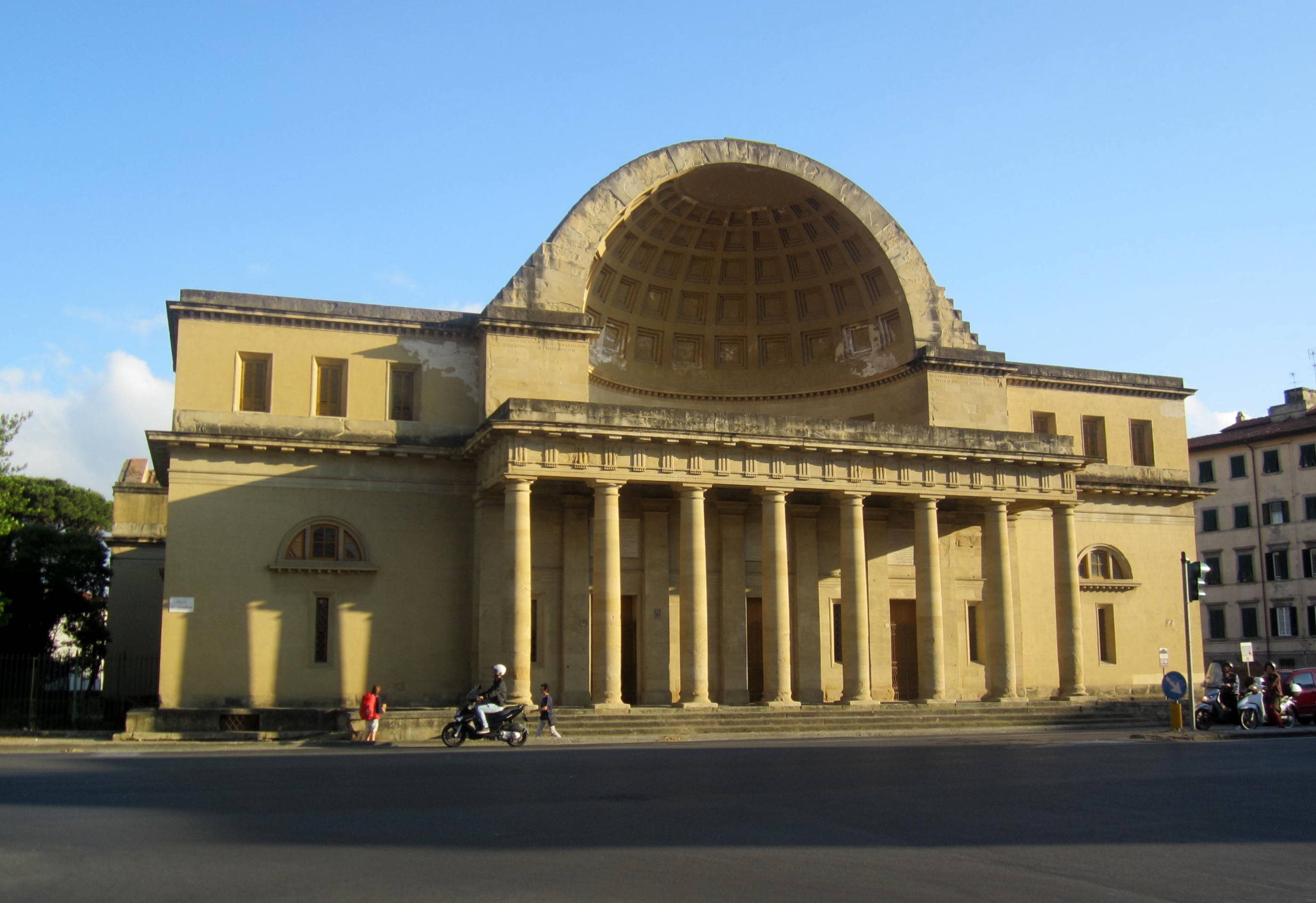
Pasquale Poccianti, Cisternone, Livorno

V Toskánsku začal postupný přechod od pozdního baroka ke klasicismu za Leopolda II. a v prvních desetiletích lotrinské vlády. Šlo především o veřejné budovy a hlavními představiteli byli architekti Gaspare Paoletti, Giuseppe Manetti, Giuseppe Salvetti, Grato a Giocondo Albertolliovi, Bernardo Fallani, Giuseppe Valentini a Giovan Battista Ciardi.
V období restaurace byly klasické modely filtrovány renesanční architekturou, což kritici označovali jako romantický klasicismus. Jedním z nejvýznamnějších architektů té doby byl Pasquale Poccianti, žák Gaspara Paolettiho. Poccianti je především autorem veřejného vodovodu v Livornu: v jeho rámci vytvořil díla mimořádně blízká architektuře Clauda-Nicolase Ledouxa, jako je Cisternone (1829–1842), vodojem s kazetovou polokopulí nad hlavním průčelím. Jeho stavby vykazují jasné a kontrastní objemy, kde se francouzské vlivy snoubí se znalostí architektury starořímských lázní i toskánské tradice 14. století.
V Toskánsku na počátku 19. století probíhala intenzivní kulturní výměna zvláště s Francií. K dalším osobnostem místní architektury patří Luigi de Cambray Digny, jehož díla nesou empírový ráz; Lorenzo Nottolini, který vytvořil impozantní systém zásobování města Lucca vodou včetně tzv. Nottoliniho akvaduktu, vyvýšeného kanálu dokonale rovného a tři kilometry dlouhého, podepřeného více než 400 oblouky; Alessandro Manetti, který stavěl celnice v Livornu, visuté mosty a další inženýrská díla; Carlo Reishammer, autor překvapivých projektů, jež využívaly litinu, jako je kostel San Leopoldo ve Follonice a Porta San Marco v Livornu, též poněkud upomínající na Ledouxovy práce; a Agostino Fantastici, autor civilní i církevní architektury na sienském území.

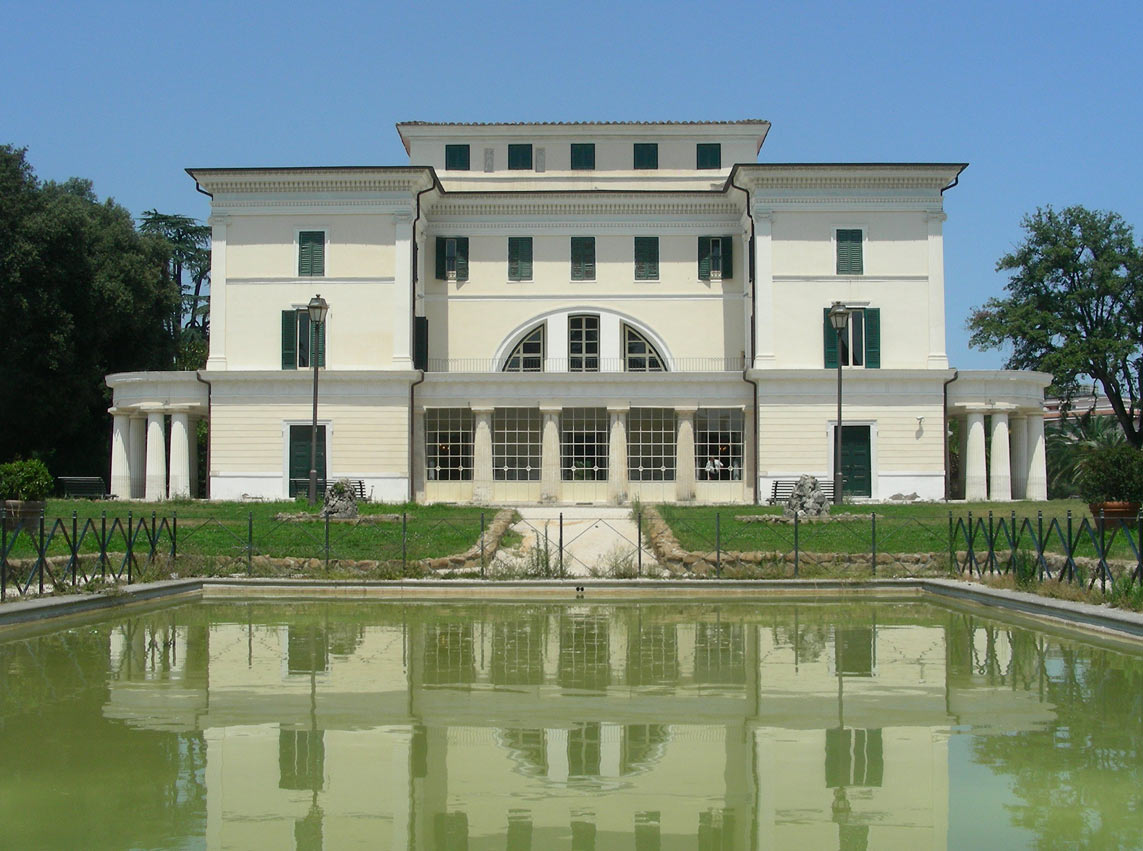
Vila Torlonia v Římě

Římská klasicistní produkce druhé poloviny 18. století nebyla nijak zvlášť živá. Piranesi, který přišel z Benátek, postavil pouze kostel Santa Maria al Priorato (1764). Giacomo Quarenghi přestavěl katedrálu Santa Scolastica v Subiacu, zatímco Carlo Marchionni řídil stavbu vily Villa Albani, aby se poté od klasicistního ideálu odvrátil.
Významným klasicistním dílem byla rekonstrukce Vatikánských muzeí, již organizoval Giovanni Battista Visconti, jenž stál v čele sbírek od roku 1768. Podle projektu Michelangela Simonettiho a Pietra Camporeseho byly vybudovány působivé sály, jako je Sál múz, a poté mezi lety 1817 a 1822 vytvořil Raffaele Stern Nové křídlo. Celkově vznikl sled různých prostor charakterizovaných neobvyklou až archeologickou přesností, kterou však lze obtížně aplikovat na menší díla.
Vrchol římského klasicismu je spojen se jménem Giuseppa Valadiera, odpovědného za restaurování Kolosea a Titova oblouku a autora projektů vily Torlonia, slavné kavárny Caffè del Pincio (budova známá jako Casina Valadier), fasády kostela San Rocco a přestavby náměstí Piazza del Popolo. Zejména toto náměstí představuje mistrovské dílo italského klasicismu. Do té doby se jevilo jako chaotický prostor, kterému dominovaly pouze kostely Carla Rainaldiho a brána Porta del Popolo; Valadierův zásah mu dal elipsovitý tvar a vložil dvojici monumentálních zdí po obou stranách Rainaldiho chrámů. V důsledku toho zde klasicismus není dominantním prvkem, ale přispívá k harmonickému souladu různých architektonických slohů.
Po sjednocení Itálie již římský neoklasicismus nepřinesl umělecky významné výsledky. Příkladem je monumentální památník Viktora Emanuela II., dokončený až roku 1911. Příliš pompézní dílo se zvrhlo do pouhé ideologičnosti.

### Neapolské království a Sicílie
V Neapoli lze prvky rozchodu s barokní tradicí, částečně přítomné již v některých sálech Královského paláce Caserta od Luigiho Vanvitelliho, nalézt v architektonické produkci během francouzské nadvlády (1806–1815) a následující bourbonské restaurace. Zejména významné jsou průčelí divadla Teatro San Carlo a Bazilika sv. Františky z Pauly, umístěná do polokruhu náměstí Piazza del Plebiscito.

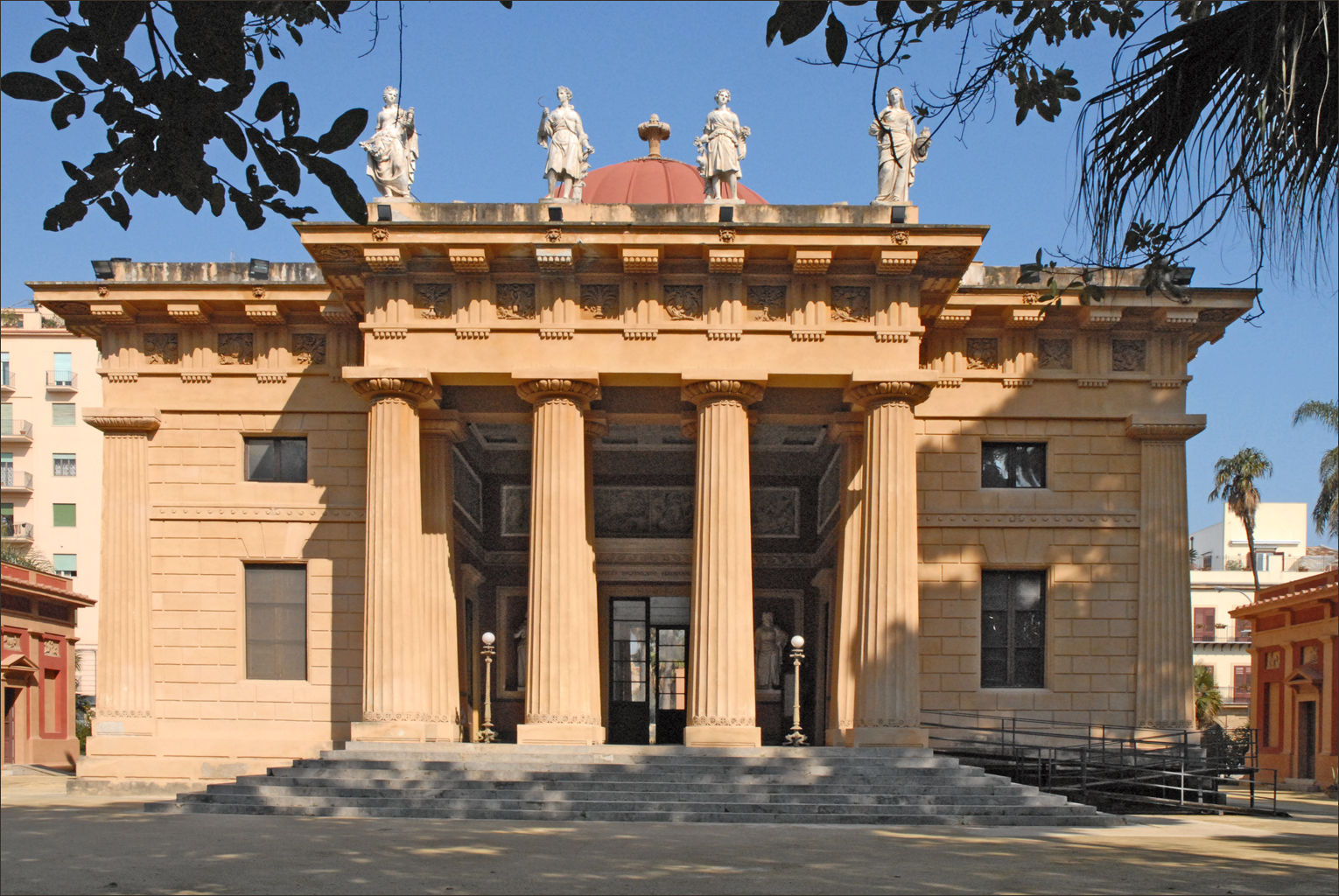
Léon Dufourny, Botanická zahrada v Palermu

Fasádu divadla Teatro San Carlo začal budovat roku 1810 Toskánec Antonio Niccolini. Je přísně francouzská a florentská, s iónskou kolonádou nad vysokou portikovou základnou, navazující na královský palác. Niccoliniho silně ovlivnila fasáda vily Villa di Poggio Imperiale ve Florencii, kterou z velké části navrhl Pasquale Poccianti jen o několik let dříve. V následujících letech Niccolini navrhl například komplex vily Floridiana ve čtvrti Vomero i blízkou vilu Lucia a koncipoval novou fasádu paláce Partanna na náměstí Piazza dei Martiri.
Bazilika sv. Františka z Pauly od Pietra Bianchiho se řadí mezi nejvýznamnější sakrální stavby své doby a byla dobovou kritikou vyhlášena za „nejbohatší a stylově nejpřesnější z nových italských kostelů“. Architekt po soutěži, do které se zapojili hlavní umělci té doby, vytvořil chrám těsně inspirovaný římským Pantheonem, od kterého se liší pouze proporcemi a přítomností dvou menších kupolí po stranách hlavní kupole.
Dalšími významnými postavami klasicistní architektury počátku 19. století byli Stefano Gasse (zapojený do mnoha veřejných prací během francouzské nadvlády a později, jako je hvězdárna Capodimonte a palác Palazzo San Giacomo) a Gaetano Genovese (práce na královském paláci Caserta).
Sicílie politicky souvisela s Neapolí, ale v architektuře měla svá specifika. Překonání sicilského baroka zde prosadil Francouz Léon Dufourny, znalec starověkých chrámů v regionu, který od roku 1789 stavěl hlavní budovu nové botanické zahrady v Palermu, jejíž pronaos je v dórském stylu.
Již v roce 1750 byl však v Palermu dokončen palác Palazzo Isnello, jehož hlavní průčelí, dílo neznámého architekta, je předzvěstí klasicismu.
Giuseppe Venanzio Marvuglia, žák Vanvitelliho a přítel Dufornye, na Sicílii později postavil četné další klasicistní budovy. Mezi roky 1799 a 1802 stavěl takzvaný Čínský palác (Palazzina Cinese); v této kuriózní budově se klasicistní prvky propojují s orientální architekturou, což vyjadřuje eklektický charakter sicilského neoklasicismu, a v zahradě stojí fontána ve tvaru velkého dórského sloupu s postavou Herkula na vrcholu.
Na Sicílii tehdy také mnoho umělců studovalo starořecké umění, například Schinkel (v roce 1804), Hittorff, von Klenze, Labrouste a další.
Mnohem pozdější a spíše již eklektické je divadlo Teatro Massimo v Palermu (1875–1897) podle projektu Giovana Battisty Filippa Basilea a jeho syna Ernesta. Jeho impozantní dekorativnost je protikladem přísného funkcionalismu prosazovaného na počátku 19. století Jeanem-Nicolasem-Louisem Durandem.

## Rusko a Skandinávie

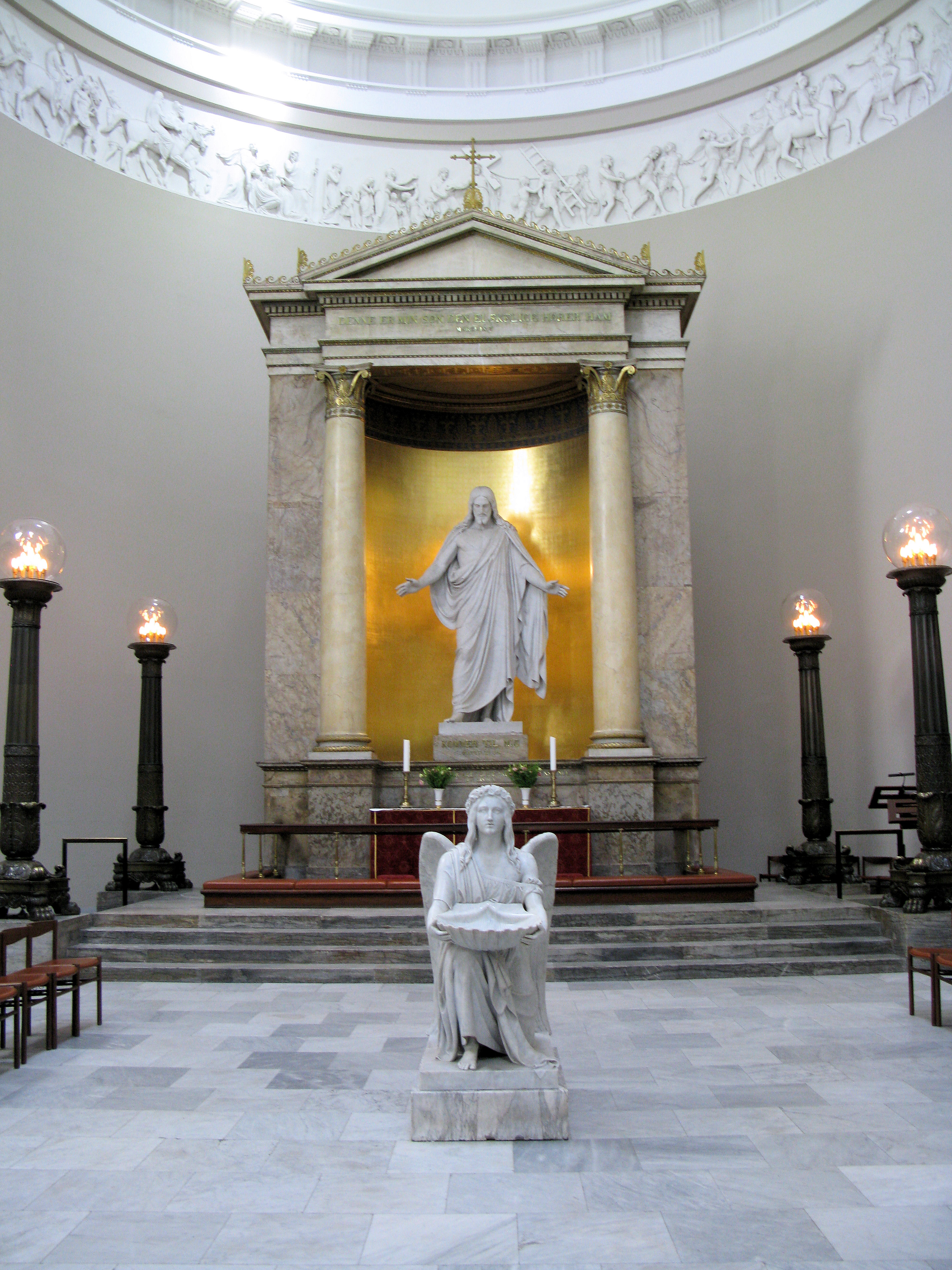
Vor Frue Kirke, Kodaň, hlavní oltář se sochami od Bertela Thorvaldsena

V Rusku se západní vlivy projevovaly zvláště v Petrohradu. Asi do roku 1760 zde ještě převládalo rokoko, které reprezentoval Bartolomeo Rastrelli; klasicismus sem pak uvedla Kateřina II. Veliká a její architekt Jean-Baptiste Michel Vallin de La Mothe, autor například budovy Akademie umění.

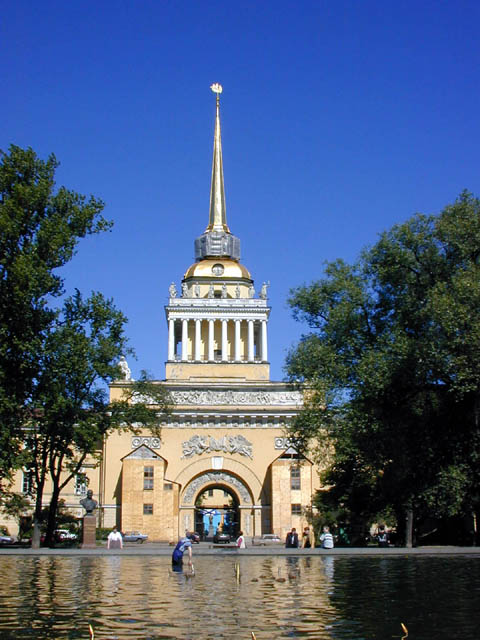
Andrejan Zacharov, Admiralita, Petrohrad

V roce 1779 přijal pozvání do Petrohradu Giacomo Quarenghi, a zde pak zůstal po zbytek svého života a stal se oficiálním architektem Kateřiny II. V letech 1780 až 1785 proměnil Petrohrad v klasicistní město, postavil četné paláce a vytvořil originální monumentální styl, inspirovaný Palladiem, který uplatnil například jak ve střízlivém a přísném Anglickém paláci v Petrodvorci (1781–1789, zničen), tak v bohatším divadle Ermitáže (1782–1785).
Ve stejném období v Rusku působil i Skot Charles Cameron (1743–1812), autor Cameronovy galerie v Kateřinském paláci v Carském Selu, kde navázal na styl anglického architekta Adama, a paláce velkovévody Pavla v Pavlovsku, postaveného v letech 1781 až 1796. V parku Pavlovského paláce nechal Cameron postavit první dórský chrámek v celém Rusku.
Klasicistní móda vyvrcholila za Alexandra I. Budovu burzy v Petrohradu navrhl Francouz Jean-François Thomas de Thomon v roce 1804 a je významným příkladem novořecké architektury inspirované Neptunovým chrámem v Paestu. Ve stejné době Andrej Voronichin stavěl Katedrálu Panny Marie Kazaňské, následovala obrovská Admiralita od Andrejana Zacharova (1806–1815) navazující na Boulléeovu zálibu ve velkých proporcích, dále Katedrála sv. Izáka, jejíž autor August de Montferrand vyšel z pařížského Pantheonu, a Itálií inspirované stavby Carla Rossiho (například Senátní palác a Michajlovský palác). Díky tomu se Petrohrad s barevnými štukovými fasádami s detaily vyznačenými bílou barvou stal jedním z nejdůsledněji klasicistních měst Evropy. Dalším významným architektem zde poté byl Vasilij Petrovič Stasov, který postavil velká kasárna a stáje i kostely s pěti kopulemi a poslední klasicistní mistrovské dílo Petrohradu, vítězný oblouk na cestě do Moskvy (1834).
V Moskvě se klasicismus projevil také, ale nedosáhl výsledků srovnatelných s Petrohradem. Je zde spojen předně se jménem Matveje Kazakova (1738–1812), autora Senátního paláce v Kremlu. Dále na konci 18. století v Moskvě stavěl zmíněný Giacomo Quarenghi, a poté architekti jako Domenico Gilardi (v duchu empíru) a Osip Beauvais (aktivní při rekonstrukci města po katastrofálním požáru v roce 1812).
Severní Evropa nabízí bohatý repertoár klasicistních děl, většinou německého nebo francouzského původu. V Dánsku se klasicismus objevil již v šedesátých letech 18. století a jídelna navržená Nicolasem-Henrim Jardinem v Amalienborgu (1755–1757) se uvádí jako „nejstarší dochovaná místnost vyzdobená v klasicistním stylu francouzským architektem“. Jardinovým žákem byl Caspar Frederik Harsdorff, který pracoval například na katedrále v Roskilde, kde provedl pohřební kapli Frederika IV. Později, s nástupem novořeckého stylu, byl nejzajímavější postavou Christian Frederik Hansen (1756–1845), autor návrhu kodaňské katedrály s velkou valenou klenbou podepřenou dórskými sloupořadími inspirovanými Boulléeho projektem interiéru knihovny.
Na počátku 19. století byly přestavěny Helsinky, od roku 1809 patřící Rusku. Hlavní veřejné budovy ve městě navrhl Carl Ludwig Engel, který vybudoval náměstí Senátu, jemuž dominuje Evangelická katedrála, Palác Senátu (1818–1822) a univerzita. Projekt katedrály pochází z roku 1818, ale práce, zahájené v roce 1830, byly dokončeny až roku 1851. Půdorys je přísně centrální, je tvořen řeckým křížem se čtyřmi vnějšími portiky. Ve středu se tyčí kupole, lemovaná čtyřmi menšími věžemi přidanými později. Pro univerzitu Engel postavil knihovnu se sloupovou čítárnou a s impozantním dórským schodištěm, které je podobné schodišti v Paláci Senátu.

## Další země Evropy

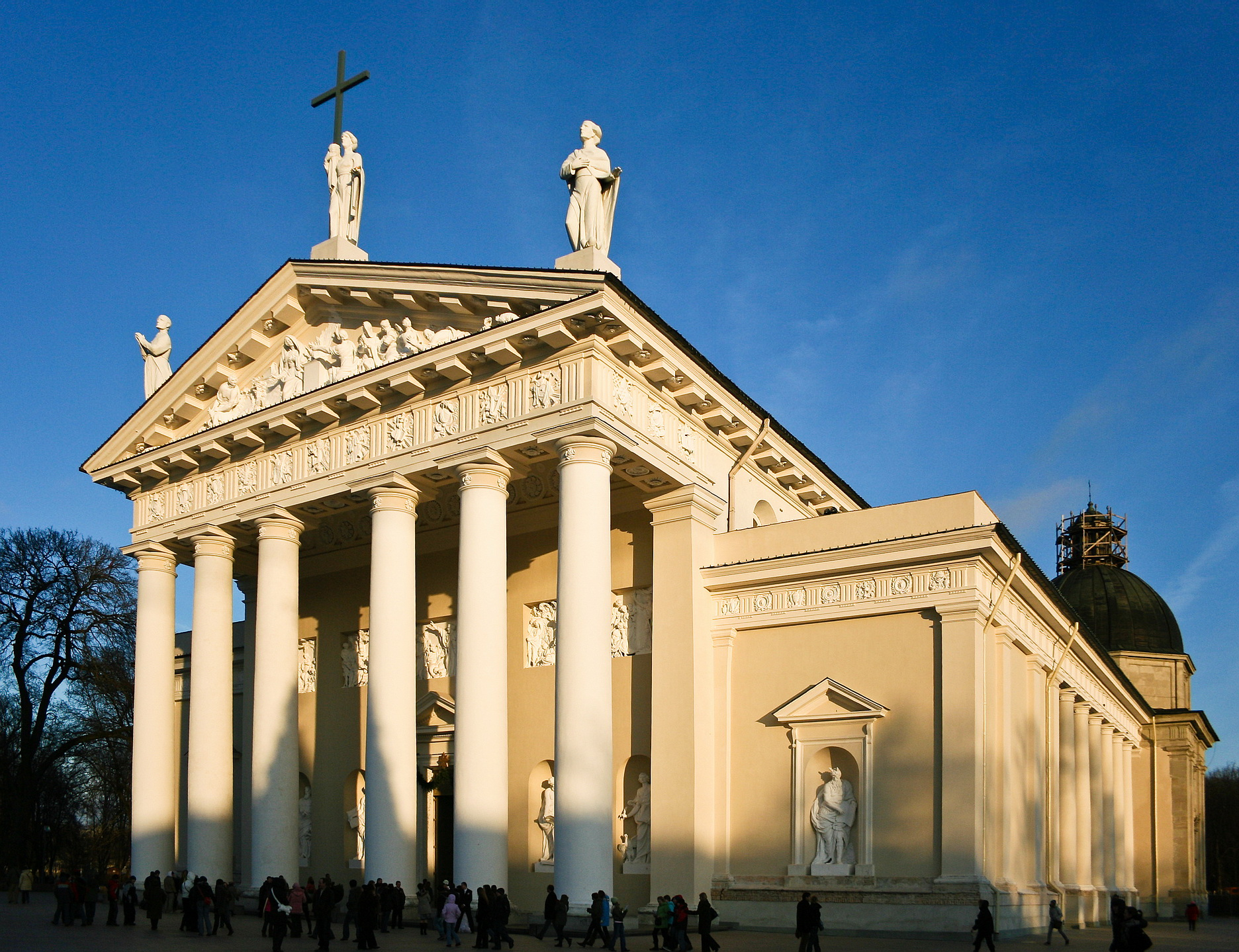
Katedrála ve Vilniusu

Klasicismus se rozšířil téměř po celé Evropě, i když s výjimkami: ve Španělsku například byl velmi slabý.

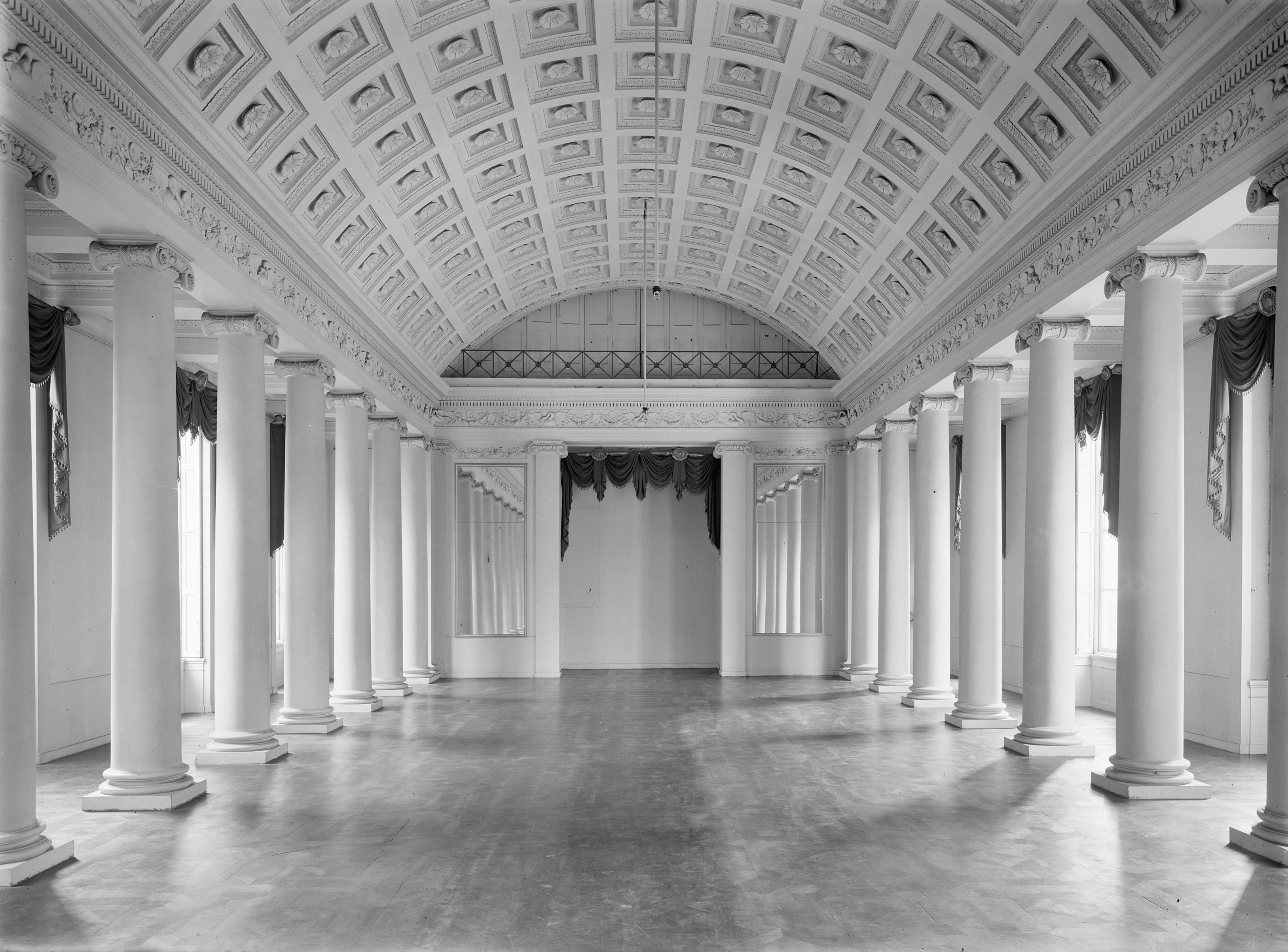
Jan de Greef, Palác Kneuterdijk, taneční sál, Haag

V Polsku se již koncem 18. století rozšířila architektura odvozená z revolučních vzorů Ledouxe, ale památkou raného klasicismu je už katedrála ve Vilniusu (dnes v Litvě, která byla v té době sjednocena s Polskem v Polsko-litevské unii). Ve Varšavě vznikla řada zajímavých klasicistních památek, například sadově-palácový komplex Královských lázní (Łazienki Królewskie) přebudovaný řadou architektů pro Stanislava II. Augusta na konci 18. století, dále kostel sv. Alexandra (Piotr Aigner, 1818–1826, zničen za 2. světové války a obnoven v letech 1949–1952) nebo palác Belveder (Jakub Kubicki, 1819–1822) a několik dalších paláců. Ve Varšavě počátkem 19. století působil také architekt Antonio Corazzi. Polská šlechta zadala několik venkovských sídel Karlu Friedrichovi Schinkelovi.
Mezi 18. a 19. stoletím byla Belgie ovlivněna klasicismem francouzské školy (např. sídlo Královské akademie), ale na konci 19. století si našla cestu zpět k bujnému baroknímu tvarosloví.
V Nizozemsku vznikly především kostel sv. Rosalie v Rotterdamu (1777–1779), inspirovaný královskou kaplí ve Versailles; palác Felix Meritis v Amsterdamu (1778) a taneční sál paláce Kneuterdijk v Haagu (Jan de Greef, 1820–1830, podle vzoru Vitruviova egyptského sálu. Později přibyl pavilon ve Scheveningenu (1826) a soudní budovy v Leeuwardenu (1846), po kterých se v zemi prosadila novogotika.
Klasicistní styl se v Řecku paradoxně rozvinul až v polovině 19. století, během příprav obnovy Athén. Působili zde umělci z různých míst Evropy, zejména Němci, Dánové a Francouzi. Z nejoriginálnějších děl stojí za zmínku rotunda Zappeion, jejíž stavba byla zahájena až v roce 1874 podle plánů Theophila Hansena.
V Portugalsku působili klasicističtí architekti z Itálie a Anglie, například John Carr, který navrhl Nemocnici svatého Antonína v Portu (1770–1824). Z domácích tvůrců to byl především José da Costa e Silva, který mimo jiné navrhl lisabonské národní divadlo Teatro Nacional de São Carlos (1792) a v závěru života působil i v Brazílii. Předním španělským klasicistním architektem a urbanistou byl Juan de Villanueva, jenž zanechal stopy zejména v Madridu, například navrhl budovu Královské hvězdárny, dnes součásti národní hvězdárny Observatorio Astronómico Nacional de España (1790), a hlavní budovu dnešního muzea Prado (1785–1808).

## Spojené státy

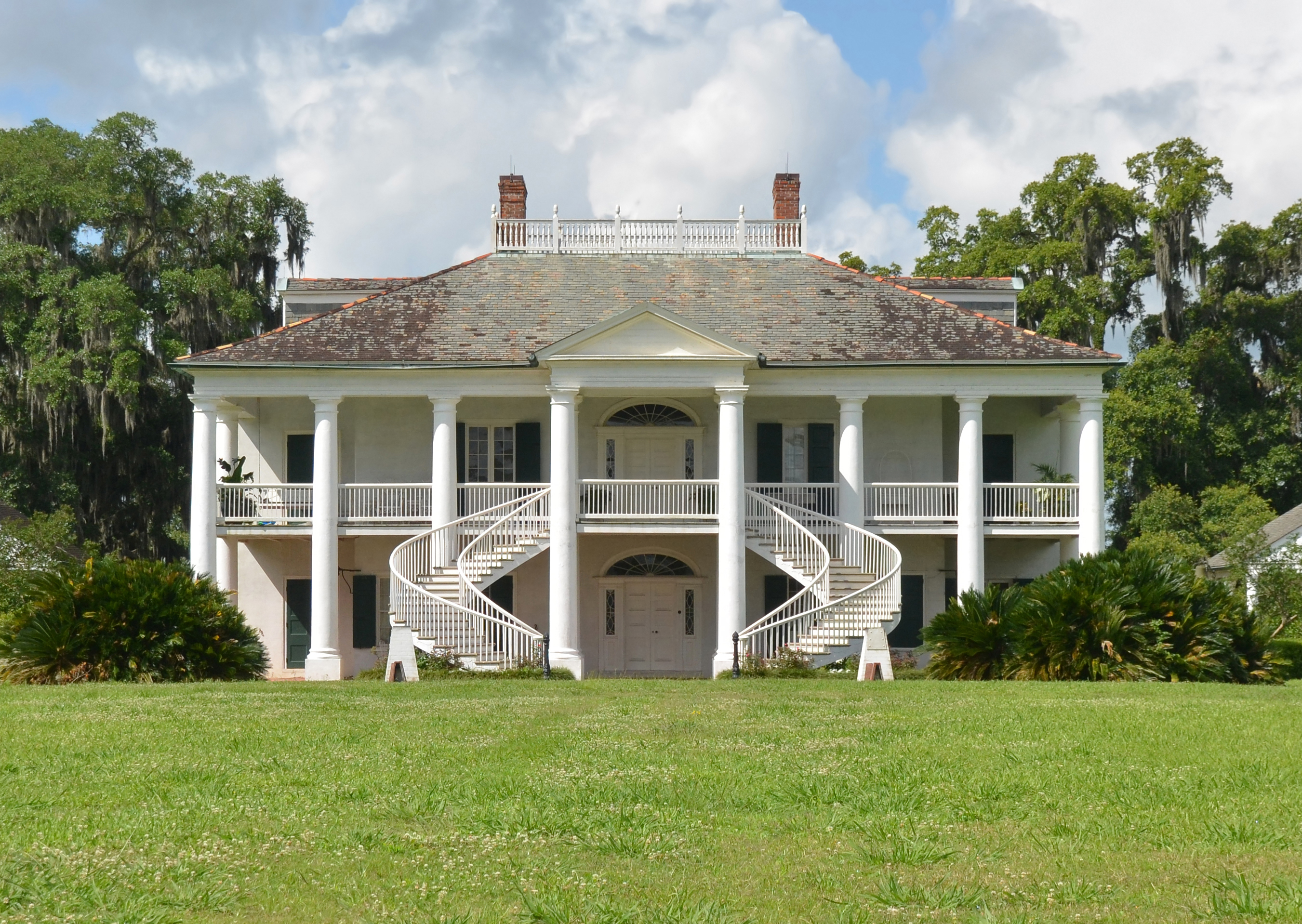
Evergreen Plantation, Louisiana, dům majitele plantáže (přestavěno roku 1832)

Počátky amerického klasicistního stylu (federálního slohu) vycházejí z palladianismu, který zde byl populární; kromě toho od konce 18. století sílil vliv starořecké architektury – hnutí Greek Revival (řecké obrození), které se ovšem projevilo i v severní Evropě. Nejzajímavějšími architekty té doby byli Thomas Jefferson a Benjamin Latrobe. Politik a architekt Jefferson roku 1771 začal pracovat na svém domě v Monticello ve Virginii, ale dílo ještě nebylo příliš inovativní ve srovnání se soudobými budovami v Anglii. Inspirován antickým chrámem Maison Carrée v Nîmes, realizoval v letech 1785 až 1789 taktéž nepříliš originální projekt pro Kapitol státu Virginie. Jeho nejslavnějším architektonickým dílem však je kampus Univerzity Virginie, jehož definitivní návrh pochází z roku 1817: dominantním prvkem je Rotunda, určená pro knihovnu (zničena požárem roku 1895, pak znovu postavena). Ta propojuje poněkud palladiovské portikum s budovou kruhového půdorysu, inspirovanou Pantheonem. Dalším rysem budovy jsou elipsovité místnosti, které se otevírají dovnitř.

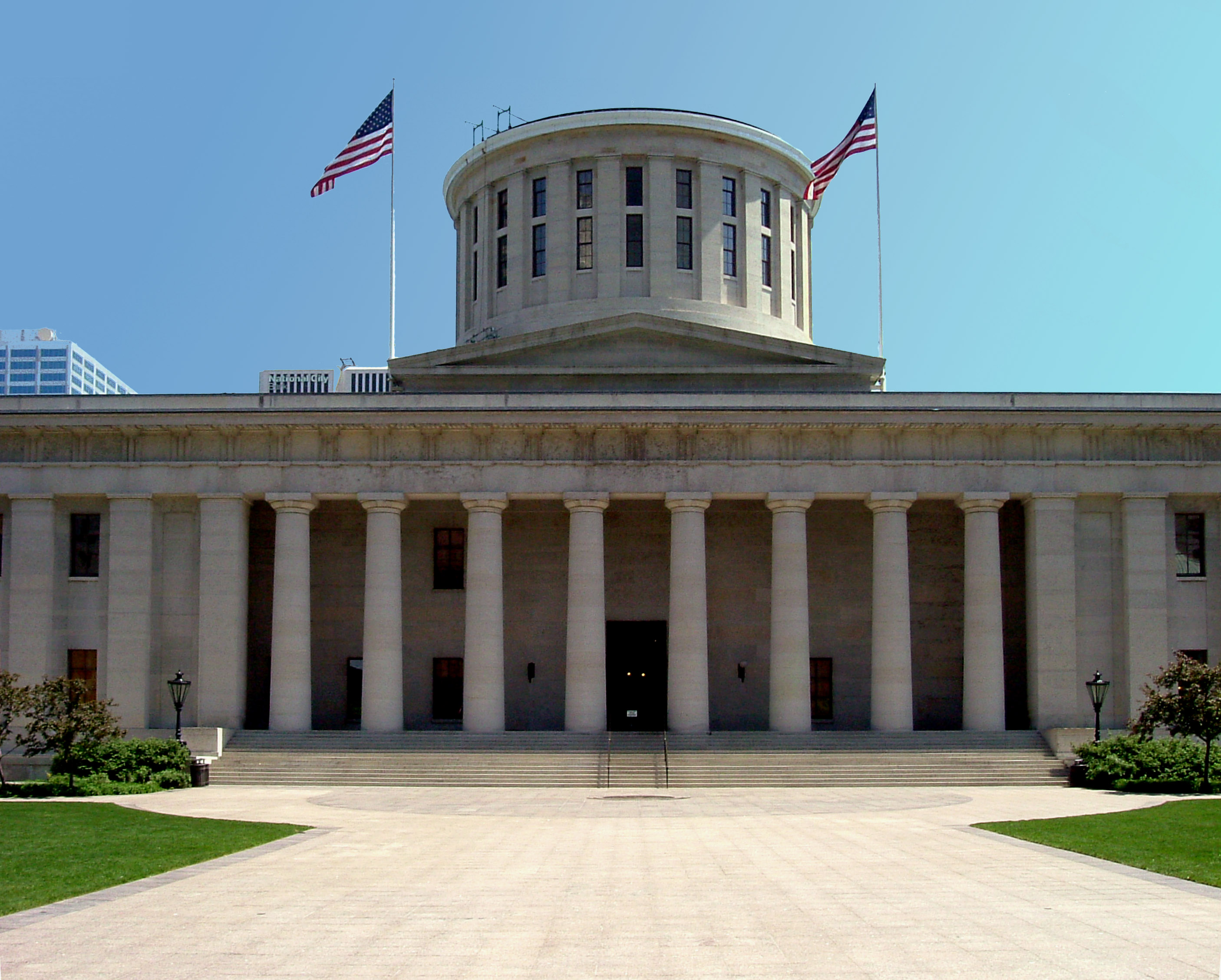
Ohijský státní kapitol, Columbus

Řešení Rotundy Jeffersonovi navrhl Benjamin Latrobe. Latrobeovými prvními většími díly jsou richmondská věznice a Banka Pensylvánie, která již zanikla. Na počátku 19. století obdržel zakázku na dostavbu Kapitolu ve Washingtonu, velké budovy, na níž spolupracovalo mnoho architektů té doby, a to s dost sporným výsledkem. On sám projektoval sál Nejvyššího soudu (dnes nazývaný Old Supreme Court Chamber), kde geometričnost a výrazné detaily naznačují spřízněnost s modely Francouzů Ledouxe a Angličana Soaneho. V letech 1809 až 1818 postavil katedrálu v Baltimoru, která pak byla upravována a rozšiřována, ale zůstává jeho nejúspěšnější stavbou.
Klasicistní styl v USA dál rozvíjeli Latrobeovi žáci Robert Mills a William Strickland. Mills postavil několik kostelů na centrálním půdoryse ve Filadelfii a Richmondu, obrovský Washingtonův sloup v Baltimoru a četné budovy ve Washingtonu, které se vyznačují strohými podloubími. Strickland se proslavil návrhem budovy banky Second Bank of the United States a navrhl původní burzu ve Filadelfii (Philadelphia Stock Exchange) a Kapitol v Nashville (1845–1849), vybavený lucernami inspirovanými Lysikratovým pomníkem v Athénách.
První polovina 19. století končí výstavbou budov, jako jsou Kapitol v New Havenu, který navrhl Ithiel Town a důstojně navazuje na budovu filadelfské burzy; škola Girard College od Thomase Waltera ve Filadelfii, důmyslný třípatrový komplex zakrytý křížovou klenbou; ohijský kapitol v Columbusu (1838), opět od Waltera, připomínající trochu celnici Rotonde de la Villette od Ledouxe.
Zvláštní kapitolou je tzv. antebellum styl (antebellum architecture) Jihu USA, v němž si svá honosná sídla budovali jižanští boháči, často otrokáři. Vyznačuje se vysokými pilíři v průčelí a dlouhými balkóny, které jsou shora stíněny před dopadajícím sluncem.
Neoklasicismus v podstatě dominoval americké scéně až do konce druhé poloviny 19. století. Posledními pozoruhodnými pracemi jsou projekty v akademickém stylu od společníků Williama Rutherforda Meada, Stanforda Whitea a Charlese Follena McKima, jako je knihovna Kolumbijské univerzity z roku 1893 v New Yorku, impozantní budova upomínající na nádheru římské civilní architektury podle vzorů francouzského klasicismu.

## Zbytek světa
Jazyk klasicistní architektury se rozšířil po celé zeměkouli a přispěl k europeizaci cizích kultur i v oblasti stavebnictví. Mimo Evropu a Spojené státy však byla klasicistní architektura obecně spojena s kolonialismem, často bez zvláštní umělecké autonomie; pouze ve Střední a Jižní Americe vznikly některé originální nápady.
V Brazílii došlo k prvním reakcím na baroko až po roce 1815 díky francouzským architektům, jako byl Auguste-Henri-Victor Grandjean de Montigny; k jeho pracím patří například náměstí Praça do Comércio (realizace kolem roku 1820) a Umělecká akademie (otevřena 1826) v Rio de Janeiru. Jedním z nejvýznamnějších děl, i když postavených v polovině století, je Divadlo sv. Isabely v Recife od inženýra Louise Légera Vauthiera, po kterém následovalo Divadlo Panny Marie Pazské v Belému, kde však již převládl americký koloniální styl.
Po hispanoamerických válkách za nezávislost se klasicismus stal oficiálním stylem významných reprezentativních budov v Latinské Americe: příkladem je Kapitol v Bogotě.